# Montfaucon (Lot)
Pour les articles homonymes, voir Montfaucon.
Montfaucon est une commune française, située dans le centre du département du Lot en région Occitanie.
Elle est également dans le causse de Gramat, le plus vaste et le plus sauvage des quatre causses du Quercy.
Exposée à un climat océanique altéré, elle abrite la source du Céou. Incluse dans le bassin de la Dordogne, la commune possède un patrimoine naturel remarquable : un site Natura 2000 (la « zone centrale du causse de Gramat ») et deux zones naturelles d'intérêt écologique, faunistique et floristique.
Montfaucon est une commune rurale qui compte 588 habitants en 2022, après avoir connu un pic de population de 2 113 habitants en 1856.  Ses habitants sont appelés les Montfauconnais ou  Montfauconnaises.

## Géographie

### Localisation
Centre géographique du Lot. La commune de Montfaucon fait partie du parc naturel régional des Causses du Quercy.

### Communes limitrophes
Les communes limitrophes sont  Carlucet, Cœur de Causse, Le Bastit, Soucirac et Séniergues.
|          | Séniergues     | Carlucet              |
| Soucirac | Montfaucon     | Le Bastit (sur 100 m) |
|          | Cœur de Causse |                       |

### Géologie et relief

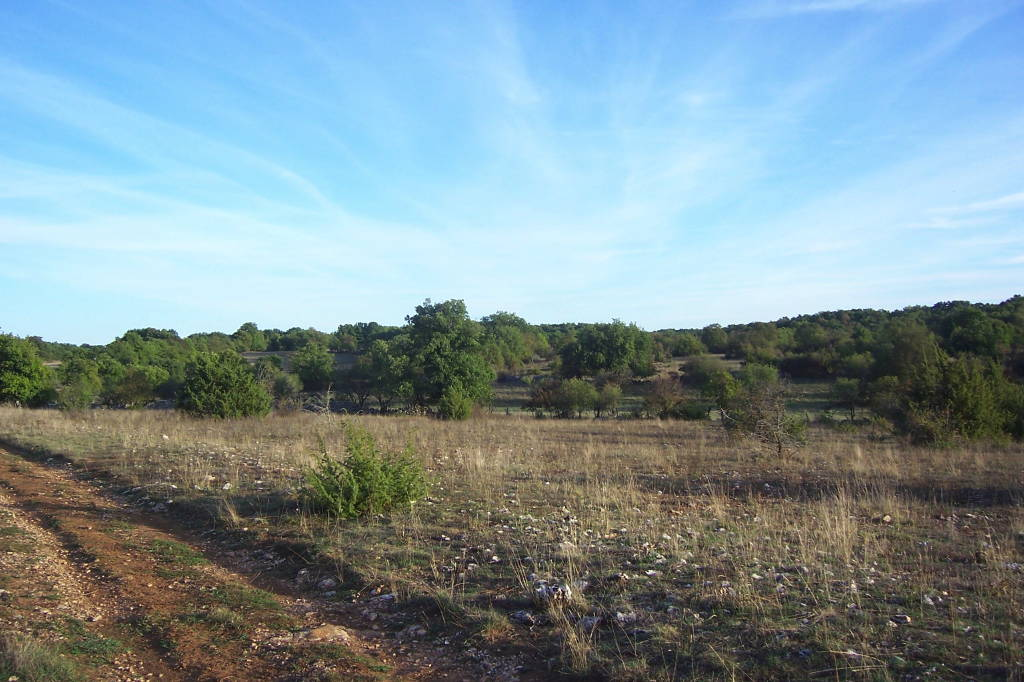
Le causse de Gramat à l'est de Montfaucon.

Les terrains à l'est de la commune appartiennent au causse de Gramat. Ils sont formés de calcaires karstifiés du Jurassique. Ils sont délimités par une ligne orientée du sud-est au nord-ouest et bordée des hameaux de Larcher, les Roques, Pastrou. À l'est s'étendent les affleurements marno-calcaires du Kimméridgien. Le fond de la vallée du Céou est formé d'alluvions récentes datant du Quaternaire.
À l'ouest, on trouve l'enclave fertile des hameaux de Roquedure, Goy, Ravissou et Jouanis. La commune est coincée entre les communes de Séniergues, Vaillac et Soucirac et n'est reliée au reste de la commune que par un seul point situé sur la D 2 à la cote 270. Elle est due à la séparation de la commune de Séniergues en 1935.
Les zones de plus haute altitude se trouvent au sud de la commune avec un point culminant au sud du hameau de Rouquette, coté à 424 mètres. Les pentes ondulées sont creusées par les eaux du Céou. Sa vallée escarpée de Nougayrousse descend d'abord vers le nord puis contourne par un arc de cercle le Pech (colline) de Montfaucon où domine le bourg principal. Les eaux se dirigent ensuite en pente douce vers l'ouest et sortent de la commune après le hameau de Roquedure au point le plus bas à 257 mètres d'altitude.

### Hydrographie
Les eaux à l'est de la commune de Montfaucon, circulent en sous-sol. À l'ouest du causse de Gramat, elles s'infiltrent sous terre et sont drainées par le vaste réseau souterrain dit "Goudou - Lacarrière" dont 16 kilomètres ont été explorés selon une liste de cavités de 2003, ou plus de 18 km selon une description du réseau. Le point amont du réseau se trouve aux pertes de Bramarie puis il passe sous l'igue de Goudou (à l'ouest de la commune voisine de Labastide-Murat). Ensuite, sous le territoire de Montfaucon, il se dirige par une section noyée sous l'igue de Lacarrière, voisine du lieu-dit Larché.
L'igue de Lacarrière fut découverte en été 1981. Cette entrée du réseau a nécessité de grands travaux spéléologiques d'élargissement totalisant 600 heures de travail et 28 séances de dynamitage. Les eaux circulent nord-nord-ouest par un parcours encore inconnu vers la résurgence de Saint-sauveur. Finalement, elles rejoignent l'Ouysse, qui se jette dans la Dordogne près de Lacave.
Il se pourrait que le réseau Goudou-Lacarrière passe sous l'igue d'Hermet située au nord-est de Montfaucon entre les lieux-dits de Vergnoulas et d'Hermet, à 3,7 km au nord de l'igue de Lacarrière. Cette cavité fut topographiée en 1895 par le chanoine Edmond Albe et publiée dans Spelunca en 1895 et 1896. Elle sert de perte par gros orage et s'ouvre au ras du sol par un orifice de 6 mètres de diamètre. En 1992, elle s'enfonçait à 37 mètres de profondeur. Les spéléologues ont entrepris de vider l'éboulis encombrant le puits. Ils installèrent une machine électro-hydraulique constituée d'un câble sans fin auquel sont accrochés les seaux remplis de cailloux. Ils se découragèrent en 2003, après avoir retiré 440 m3 de déblais pour descendre à la cote 54 mètres de profondeur.

### Climat
Pour des articles plus généraux, voir Climat de l'Occitanie et Climat du Lot.
En 2010, le climat de la commune est de type climat océanique altéré, selon une étude s'appuyant sur une série de données couvrant la période 1971-2000. En 2020, Météo-France publie une typologie des climats de la France métropolitaine dans laquelle la commune est toujours exposée à un climat océanique altéré et est dans la région climatique Ouest et nord-ouest du Massif Central, caractérisée par une pluviométrie annuelle de 900 à 1 500 mm, maximale en automne et en hiver.
Pour la période 1971-2000, la température annuelle moyenne est de 11,6 °C, avec une amplitude thermique annuelle de 15,4 °C. Le cumul annuel moyen de précipitations est de 964 mm, avec 10,8 jours de précipitations en janvier et 6,8 jours en juillet. Pour la période 1991-2020, la température moyenne annuelle observée sur la station météorologique la plus proche, située sur la commune de Lunegarde à 10 km à vol d'oiseau, est de 12,6 °C et le cumul annuel moyen de précipitations est de 828,1 mm,. Pour l'avenir, les paramètres climatiques de la commune estimés pour 2050 selon différents scénarios d’émission de gaz à effet de serre sont consultables sur un site dédié publié par Météo-France en novembre 2022.

### Voies de communication et transports
Le territoire de Montfaucon est traversé du nord au sud, à un kilomètre à l'est du bourg, par l'autoroute A20. La sortie  56 Labastide-Murat et son péage sont sur le territoire de la commune.
La route départementale 2, qui relie les deux sous-préfectures de Figeac et Gourdon, traverse la commune d'est en ouest. Elle a été construite sous le règne de Louis-Philippe. La départementale 10 permet d'aller du bourg au chef-lieu de canton Labastide-Murat, situé à 5 kilomètres au sud. Elle fut établie en 1853. Enfin la D 677, itinéraire Cahors - Gramat, passe à l'est du territoire.

## Urbanisme

### Typologie
Au 1er janvier 2024, Montfaucon est catégorisée commune rurale à habitat dispersé, selon la nouvelle grille communale de densité à sept niveaux définie par l'Insee en 2022.
Elle est située hors unité urbaine et hors attraction des villes,.

### Risques majeurs
Le territoire de la commune de Montfaucon est vulnérable à différents aléas naturels : météorologiques (tempête, orage, neige, grand froid, canicule ou sécheresse), inondations, feux de forêts, mouvements de terrains et séisme (sismicité très faible). Il est également exposé à un risque technologique,  le transport de matières dangereuses. Un site publié par le BRGM permet d'évaluer simplement et rapidement les risques d'un bien localisé soit par son adresse soit par le numéro de sa parcelle.

#### Risques naturels
Certaines parties du territoire communal sont susceptibles d’être affectées par le risque d’inondation par débordement de cours d'eau, notamment le Céou. La cartographie des zones inondables en ex-Midi-Pyrénées réalisée dans le cadre du XIe Contrat de plan État-région, visant à informer les citoyens et les décideurs sur le risque d’inondation, est accessible sur le site de la DREAL Occitanie. La commune a été reconnue en état de catastrophe naturelle au titre des dommages causés par les inondations et coulées de boue survenues en 1982 et 1999,.
Montfaucon est exposée au risque de feu de forêt. Un plan départemental de protection des forêts contre les incendies a été approuvé par arrêté préfectoral le 30 novembre 2015 pour la période 2015-2025. Les propriétaires doivent ainsi couper les broussailles, les arbustes et les branches basses sur une profondeur de 50 mètres, aux abords des constructions, chantiers, travaux et installations de toute nature, situées à moins de 200 mètres de terrains en nature
de bois, forêts, plantations, reboisements, landes ou friches. Le brûlage des déchets issus de l’entretien des parcs et jardins des ménages et des collectivités est interdit. L’écobuage est également interdit, ainsi que les feux de type méchouis et barbecues, à l’exception de ceux prévus dans des installations fixes (non situées sous couvert d'arbres) constituant une dépendance d'habitation.

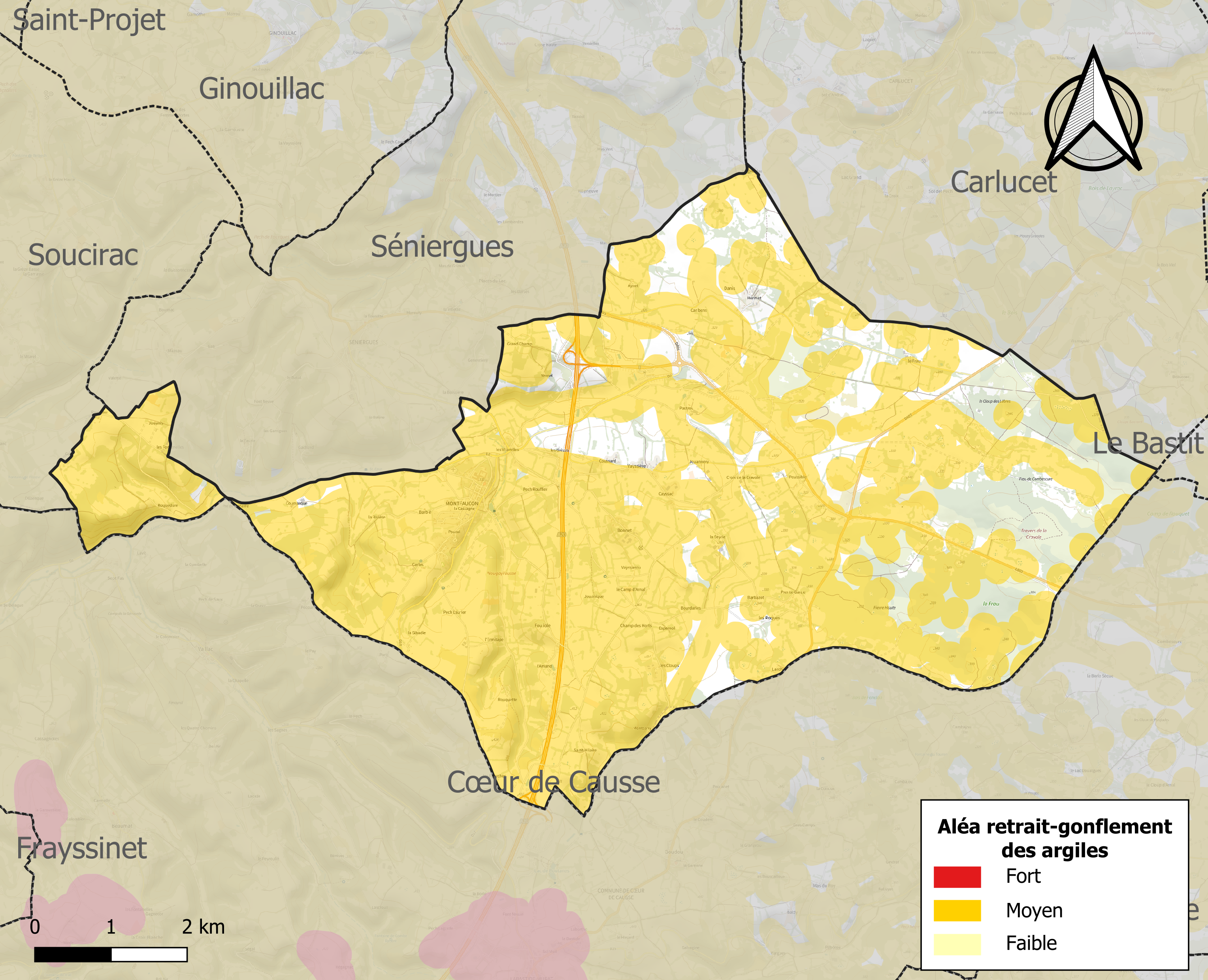
Carte des zones d'aléa retrait-gonflement des sols argileux de Montfaucon.

Les mouvements de terrains susceptibles de se produire sur la commune sont des affaissements et effondrements liés aux cavités souterraines (hors mines) et des éboulements, chutes de pierres et de blocs. Par ailleurs, afin de mieux appréhender le risque d’affaissement de terrain, l'inventaire national des cavités souterraines permet de localiser celles situées sur la commune.
Le retrait-gonflement des sols argileux est susceptible d'engendrer des dommages importants aux bâtiments en cas d’alternance de périodes de sécheresse et de pluie. 81 % de la superficie communale est en aléa moyen ou fort (67,7 % au niveau départemental et 48,5 % au niveau national). Sur les 285 bâtiments dénombrés sur la commune en 2019, 265 sont en aléa moyen ou fort, soit 93 %, à comparer aux 72 % au niveau départemental et 54 % au niveau national. Une cartographie de l'exposition du territoire national au retrait gonflement des sols argileux est disponible sur le site du BRGM,.
Par ailleurs, afin de mieux appréhender le risque d’affaissement de terrain, l'inventaire national des cavités souterraines permet de localiser celles situées sur la commune.
Concernant les mouvements de terrains, la commune a été reconnue en état de catastrophe naturelle au titre des dommages causés par des mouvements de terrain en 1999.

#### Risques technologiques
Le risque de transport de matières dangereuses sur la commune est lié à sa traversée par une route à fort trafic. Un accident se produisant sur une telle infrastructure est susceptible d’avoir des effets graves sur les biens, les personnes ou l'environnement, selon la nature du matériau transporté. Des dispositions d’urbanisme peuvent être préconisées en conséquence.

## Toponymie
Le nom Montfaucon ou Montfalcon en occitan caractérise un lieu en hauteur (mont). Faucon peut venir soit du nom de l'oiseau faucon, soit du nom d'homme germanique Falco complété par le suffixe -onis,.
La commune est nommée Monfaucon sur la carte de Cassini.
Un lieu-dit porte le nom la Vitarelle. Cette appellation désigne un lieu de repos, une auberge située à un carrefour important.

## Histoire

### Les temps anciens

#### Préhistoire
Lors de la construction de l'autoroute, un site préhistorique du Néolithique final fut découvert au lieu-dit les Bouriates situé à 750 mètres à l'est du bourg de Montfaucon. Une construction rectangulaire fut mise au jour. La datation au carbone 14 d'un fragment de poteau calciné a indiqué la plage 2853-2499 av. J.-C.
Plusieurs dolmens sont visibles à l'est de la commune de Montfaucon :
- Dolmen de Cambajou : dolmen à vestibule dont la table mesure 1,95 mètre par 1,60 mètre qui a conservé sa dalle de chevet. 44° 40′ 18″ N, 1° 37′ 10″ E
- Dolmen de la Pechette : 44° 41′ 06″ N, 1° 33′ 39″ E
- Dolmen de la Pierre Basse : la table est disproportionnée (1,40 mètre de long pour 1,50 mètre de large) par rapport à ses longs orthostates (respectivement 3 et 2,60 mètres). 44° 40′ 28″ N, 1° 36′ 26″ E

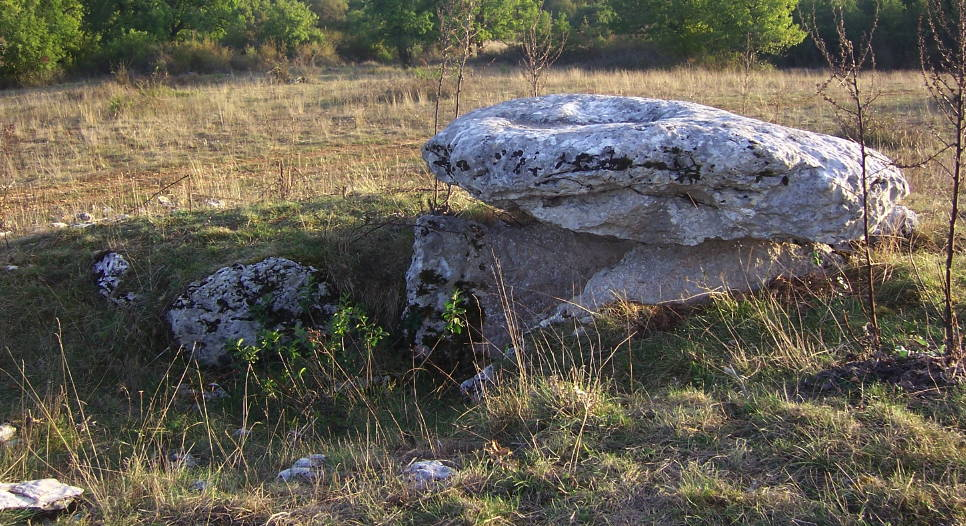
Dolmen de Cambajou (coté).
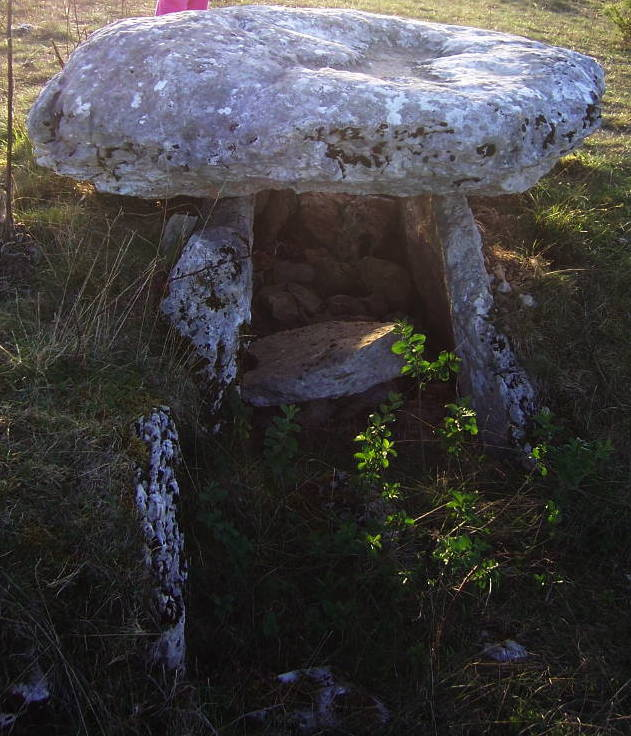
Dolmen de Cambajou (face).
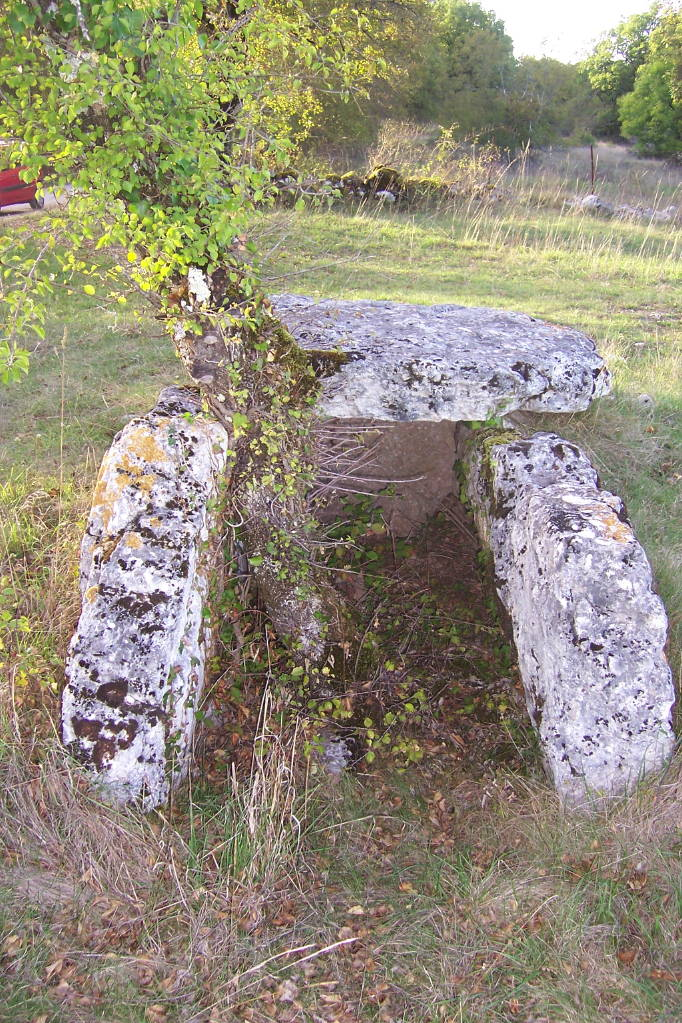
Dolmen de la Pierre Basse.

Le tumulus de Jouanis est situé à trois kilomètres à l'ouest de la bastide de Montfaucon, sur le plateau calcaire, non loin d'un grand dolmen. Il a été étudié par Jean-Pierre Lagasquie qui y a découvert :
- un squelette fortement replié dans une fosse verticale de 40 cm de diamètre par 45 de hauteur, des morceaux d'os humains, dont certains ont été brûlés ;
- une pointe de flèche, à pédoncule et ailerons, en silex gris-noir ;
- un important mobilier de l'âge du fer : fragments de bracelets en bronze, des fragments de meules en grès ou en conglomérat siliceux, 1671 débris de poterie formant au moins 12 vases dont certains ornés de frises à chevrons incisés.

#### Protohistoire
Les travaux de construction de l'autoroute A20 ont mis au jour une ferme protohistorique au travers de Saint-Hilaire à 2,5 kilomètres au sud - sud-est de Montfaucon.
La fouille de sauvetage et le décapage du site ont permis la découverte de fondations d’un bâtiment sur poteaux de 11,30 m de longueur et de 5 m de largeur environ. Une fosse contenait des vestiges : des céramiques fines et une fibule en alliage cuivreux rattachée à la période de La Tène.

### Moyen Âge

#### La paroisse de Saint-Vézian
Les templiers s'étaient établis en 1159 au Bastit. À l'est du territoire de la commune de Montfaucon, la population vit loin des églises. Les templiers créèrent la paroisse de Saint-Vézian non loin du hameau de Bonnet, à proximité d'une source qui ne tarissait pas. En 1279, le commandeur du Bastit, Raymond de Robert, achète à Pierre de Beaussac toutes les dîmes perçues dans de nombreux hameaux. La paroisse de Saint-Viézian possédait la cayrousse de Campagnac où se trouvait une léproserie. Cette terre fit l'objet de procès, après la fondation de Montfaucon, entre le commandeur et les officiers du roi d'Angleterre. Les templiers eurent gain de cause devant le tribunal du sénéchal Hélie de Campène.
Après la dissolution de l'ordre du Temple en 1312, la paroisse de Saint-Vézian fut placée sous l'autorité de l'ordre de Saint-Jean de Jérusalem. Elle resta la principale paroisse de Montfaucon, la chapelle construite près du fort était une annexe de Séniergues.
L'église de Saint-Vézian fut abimée par des compagnies anglaises lors de la guerre de Cent Ans. Durant les siècles suivants, les habitants réclamèrent au commandeur du Bastit sa remise en état. En 1764, il ne subsiste qu'un tas de pierre. Le grand bassin de pierre disparut en 1949.

#### Fondation de Montfaucon

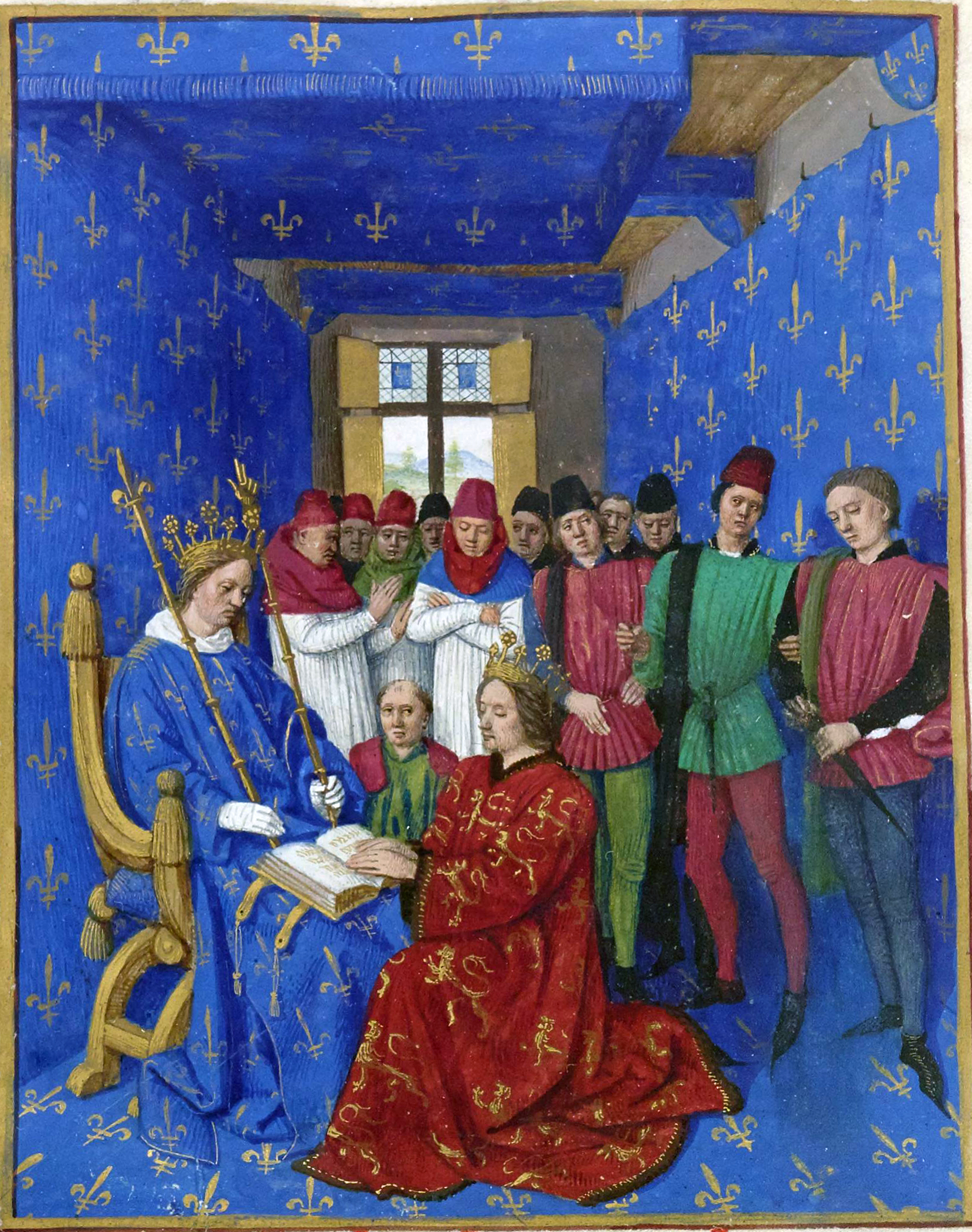
Hommage d'Édouard Ier d'Angleterre à Philippe le Bel.

Le 18 mai 1152, lors de son second mariage, Aliénor d'Aquitaine apporta en dot à Henry de Plantagenet le duché d'Aquitaine. Devenu roi d'Angleterre en 1154, Henry envahit le Quercy. Après un siècle de querelles entre la France et l'Angleterre, en 1286, Philippe le Bel et Édouard Ier d'Angleterre conclurent un arrangement et Édouard Ier reçut avec haute et basse justice de nombreux territoires dont celui de Montfaucon et dut en rendre hommage à son suzerain le*/  roi de France. Pour permettre à ses officiers de justice de se réunir, il fait acheter au seigneur Fortanier de Gourdon, des terres de la paroisse de Séniergues en promontoire sur le Céou. La bastide fut établie : une ville pour les activités économiques et un fort pour la défense, une source intarissable fut captée. L'ordre de paiement des dépenses fut donné le 21 juin 1291.
Un bayle fut nommé pour représenter le roi d'Angleterre. Le sénéchal Hélie de Campène rédigea une charte datée du 2 novembre 1292, confirmée par le roi le 23 juin 1293. Cette charte fixait les coutumes, droits et usages en vigueur à Montfaucon. Pour favoriser la venue de nouveaux habitants, elle leur accordait des droits particulièrement favorables comme avoir un four ou chasser, exploiter les herbages appelés hermites ou fraux, ce qui était habituellement réservé au seigneur.
Ces coutumes provoquèrent des heurts avec les seigneurs voisins. En 1298, après des problèmes entre les officiers anglais et le seigneur Fortanier de Gourdon, il fut décidé de nommer des gouverneurs parmi les familles nobles du pays. Certains le furent avec l'appui d'employés à la cour du pape Jean XXII. Malgré des conflits de juridiction, la bastide de Montfaucon devint prospère.

#### La guerre de Cent Ans
- Territoires cédés par la France à l'Angleterre par le traité de Brétigny

1365: La France après les traités de Brétigny et de Guérande.
Territoires cédés par la France à l'Angleterre par le traité de Brétigny

À partir de 1355, toute la région du Quercy devint un théâtre de luttes pendant la guerre de Cent Ans. Le Prince Noir et ses troupes anglaises envahissent le sud-ouest et le Quercy. Après la défaite française de la bataille de Poitiers, le traité de Brétigny donne à l'Angleterre la Guyenne et la Gascogne.
Le Prince Noir établit à Montfaucon une cour martiale. En 1367, la ville passe sous l'autorité de Charles V, mais est rapidement reprise par les Anglais. Une grande compagnie, avec à sa tête Bertucat d'Albret, s'y établit et ruina la région. Ils en partirent, en échange d'une forte rançon, au début du règne de Charles VII. Les Anglais revinrent en 1439, mais furent chassés par Rodrigue de Villandrando. C'est la fin de la présence des Anglais à Montfaucon.
À la fin de la guerre, beaucoup d'habitants de la région avaient fui vers le Languedoc. Montfaucon avait moins souffert que les autres villes et la peste noire y avait fait peu de victimes.

### Époque moderne

#### Après la guerre de Cent Ans
La bastide de Montfaucon passa ensuite dans le domaine royal et y resta jusqu'au 8 juin 1514, date à laquelle elle revint à Jean Ricard, chevalier, baron de Gourdon, Genoilhac qui l'avait actée 250 livres. Les habitants s'y opposèrent et demandèrent en 1518 la confirmation de leur charte au roi qui annula la vente. Mais le litige dura car le 2 septembre 1693, le seigneur de Vaillac fut cité devant le Parlement de Toulouse pour avoir reculé ses bornes. C'est seulement deux ans plus tard, le 4 septembre 1605, que par un arrêt du roi, Louis de Ginolhac, seigneur de Vaillac, acquit le droit de justice sur la cité.
Cette période est aussi connue pour les nombreux procès et interdictions concernant l'accès aux herbages. En 1452, le village de Carlucet interdit le pâturage sur leur paroisse des animaux de leurs voisins de Séniergues et Montfaucon. En 1501, ce furent les habitants de Montfaucon qui interdirent l'accès au bétail de Carlucet.

#### Les guerres de religion
Après 1572, la région fut dévastée pendant les guerres de religion. Les capitaines protestants de Montauban occupèrent Montfaucon. En 1588, les ligueurs furent délogés de Montfaucon par l'armée royale d'Henri IV conduite par Matignon.
Après les guerres de religion, les soldats devinrent des pillards qui infestèrent la région. En 1609, selon les registres paroissiaux, la population aurait pu dépasser les 2 000 personnes.

#### Les consuls et la communauté
Sous le règne de Louis XIV, le roi exerce toujours la justice et délègue son autorité aux consuls. Plus de deux mille consuls se succédèrent pendant 500 ans jusqu'à la Révolution. Ils se rassemblaient de 8 à 10 fois par an, en présence des habitants qui possédaient une maison dans la juridiction. Un registre de délibération se trouve à la bibliothèque municipale de Cahors.
La communauté de Montfaucon possédait plus de 1500 hectares de communaux. Le 1er septembre 1772, le roi en autorisa le partage et la vente en 343 parcelles sous la direction de Marc Rigal. Le partage eut lieu le 11 décembre 1775.

### Époque contemporaine

#### Période révolutionnaire

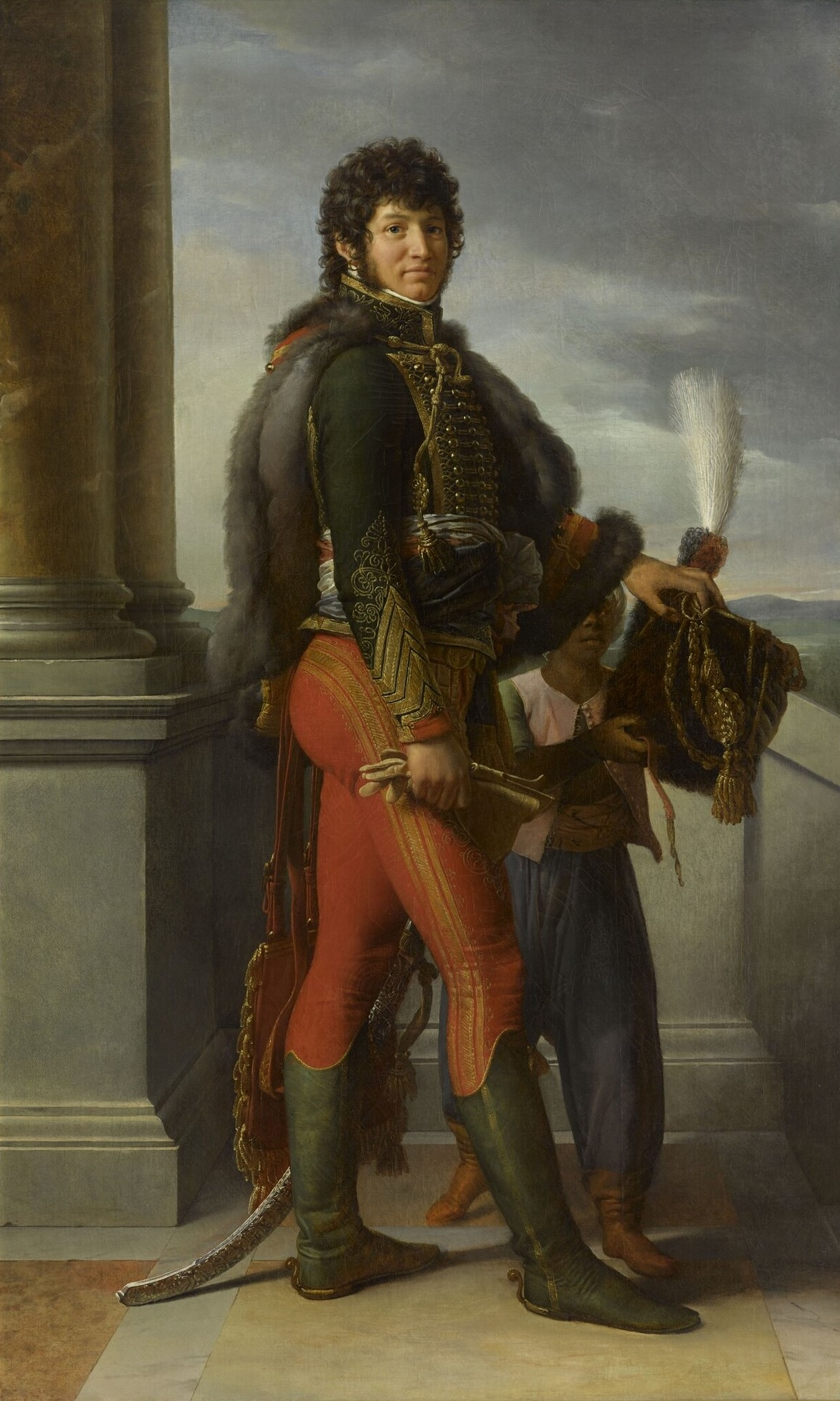
Joachim Murat représentant du canton de Montfaucon le 14 juillet 1790.

Pendant la Révolution, un cahier de doléances fut ouvert pour Montfaucon le 10 mars 1779. La première municipalité fut élue dans l'église le 14 février 1790. Le maire fut M. Cambonie, avocat. Montfaucon devint chef-lieu de canton du district de Gourdon. Ce canton comportait sept communes : Montfaucon, Labastide-Fortunière, Soulomès, Caniac, Puyvalon, Soucirac et Vaillac. Séniergues fut une section rattachée à Montfaucon. Le canton choisit un délégué pour être représenté à la grande fête de la Fédération du 14 juillet 1790 : Joachim Murat de Labastide-Fortunière.
En 1790, François Vidal de Lapize, refusa de prêter serment à la constitution civile du clergé, mais continua à exercer ses fonctions jusqu'en 1792. Bien que défendu par la municipalité, il prit la fuite à Paris mais fut dénoncé par un compatriote de Montfaucon. Il fut arrêté, envoyé à la prison de l'Abbaye et exécuté le 2 septembre 1792 lors des massacres de Septembre. Après sa mort, les objets religieux de l'église furent brulés sur le sol de la dîme, aujourd'hui la cour d'honneur de la Roseraie. Une jeune fille Jeannette, dite la Vierge rouge, fut choisie pour représenter la déesse de la raison. Des messes clandestines continuèrent d'être célébrées par l'abbé Rossignol, curé de Fontanes-du-Causse, puis par l'abbé Raynal.
En 1794, Antoine-Paul Lavaur, issu d'une famille noble de Saint-Céré, exerça la profession d'avocat à Cahors, Sarlat et Rodez. Opposant à la convention, il fut exécuté le 1er fructidor (18 août 1794) pour avoir "à Montauban, insulté l'arbre de la liberté en satisfaisant un besoin naturel",.

#### Le consulat et l'empire
En 1802, Labastide-Fortunière gagna le titre de chef-lieu de canton à la place de Montfaucon. Joachim Murat de Labastide-Fortunière était le beau-frère de Napoléon Ier. Le conseil municipal de Montfaucon protesta en vain.
La commune connut une prospérité économique jusqu'en 1810. Dès 1806, les routes furent élargies et un relais de diligence fut établi sur la route de Gramat en bas de la côte de Larcher.
De 1813 à 1816, quinze jeunes de la commune sont tués au combat lors des guerres napoléoniennes.

#### Le petit séminaire

##### Projet et fondation
En 1814, une ordonnance autorisa le clergé à gérer les écoles secondaires. monseigneur de Granville, évêque de Cahors, chargea Guy Larnaudie, vicaire de la paroisse Saint-Barthélémy, de trouver un lieu pour établir le futur petit séminaire. Cet habile négociateur, qui avait été marchand de bestiaux, se rendit à Montfaucon où il fut favorablement accueilli par le maire, M. Lauvel et par l'abbé Martin, qui offrit son petit pensionnat de 10 à 15 élèves. Ce lieu isolé inquiéta l'évêque qui n'accorda que 1 500 francs au démarrage du projet.
Guy Larnaudie fut le premier supérieur du petit séminaire et la rentrée des 24 premiers pensionnaires et externes eut lieu le 1er janvier 1816. Les effectifs ne cessèrent de croître : près de 50 l'année suivante, 80 pour l'année scolaire 1817 - 1818, 100 à la rentrée 1818. Conforté par ce succès, Guy Larnaudie fit agrandir et aménager les salles d'études et les logements des enseignants. Pour cela, il réalisa de nombreuses acquisitions de 1819 à 1821 : l'ancien prieuré, trois maisons, une partie de la rue del Claux. En 1828, le petit séminaire comptait 253 inscrits dont 150 externes. Épuisé par son travail, son fondateur s'éteignit dans son village natal de Saint-Simon le 9 août 1829 à l'âge de 56 ans.

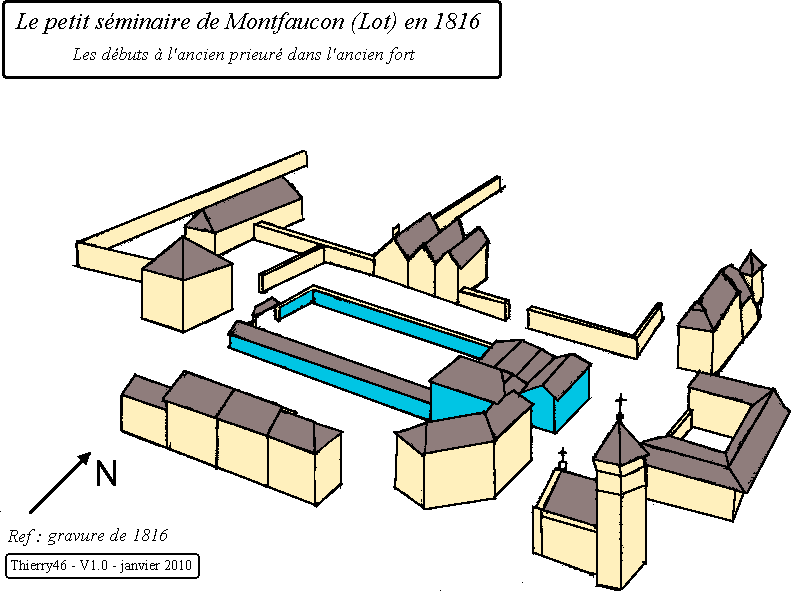
1816
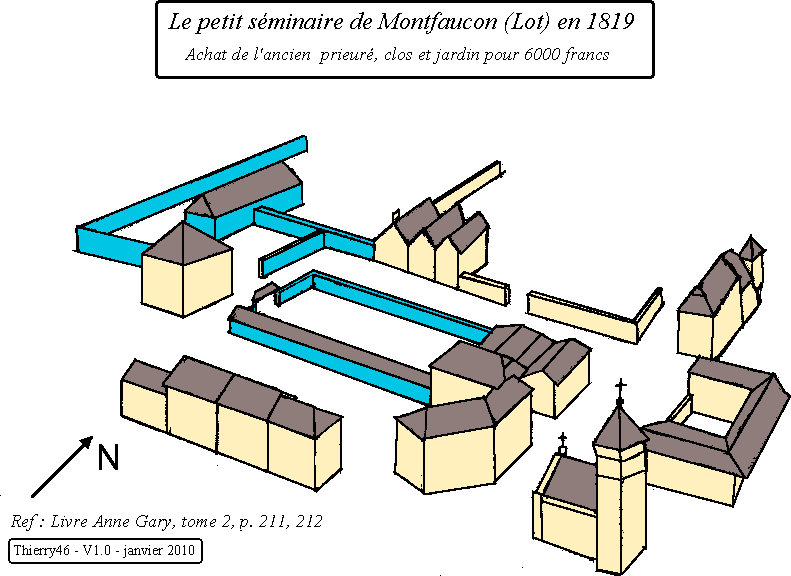
1819
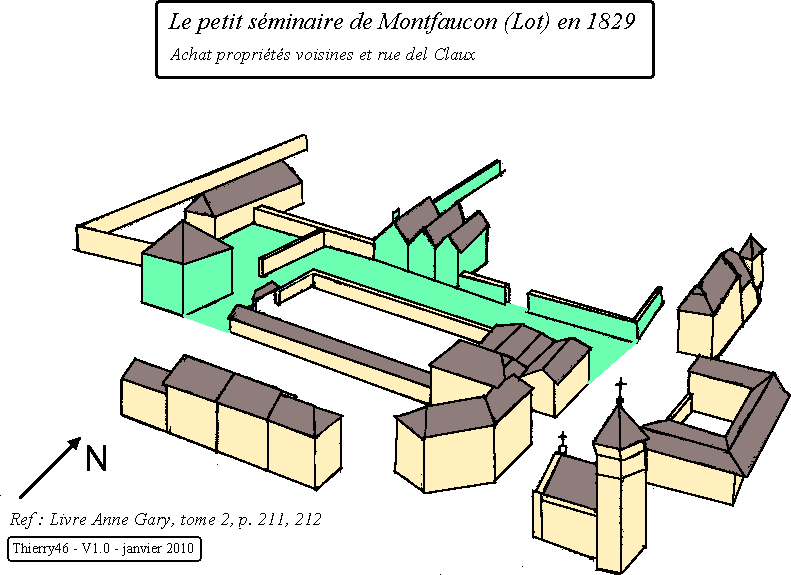
1829

##### Développement et rayonnement

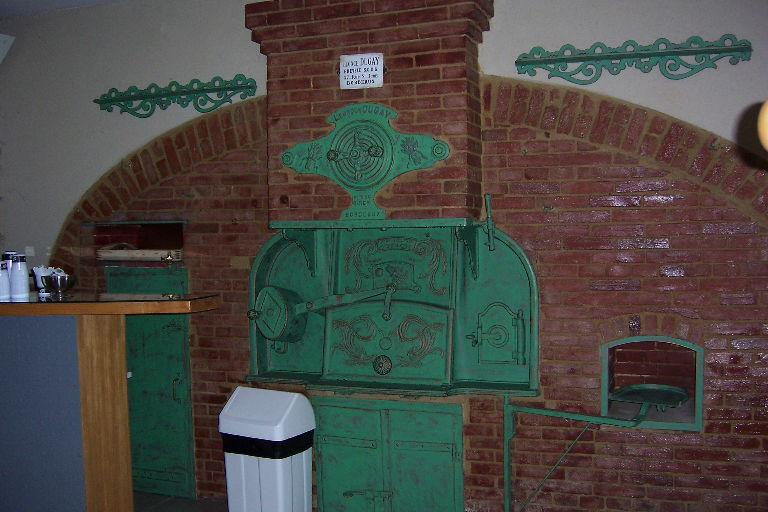
Ancien four à pain dans une annexe du petit séminaire fabriqué par Léonce Dugay de Bordeaux.

Son successeur de 1829 à 1858 fut M. Derrupé, issu d'une famille aristocratique de Luzech. Ce dernier fixa les principes de l'enseignement à respecter par les professeurs :
- contribuer à l'avancement spirituel des élèves ;
- exercer leur enseignement avec méthode : corriger soigneusement les devoirs, encourager l'émulation, ne pas tomber dans la routine ;
- former les élèves aux bonnes manières, leur éviter les paroles offensantes, agir par la douceur plutôt que par la crainte.

En 1830, comme les élèves affluaient (plus de 200 externes), M. Derrupé choisit comme économe M. Bonhomme, professeur de rhétorique et fils de paysan de la région de Lacapelle-Marival. Ce dernier eut la tâche de construire un grand bâtiment tourné vers le sud qui fut terminé en 1837 et fut rapidement insuffisant. Une première aile fut ajoutée dès 1845 et après de nombreuses acquisitions le petit séminaire disposa d'un enclos de deux hectares.

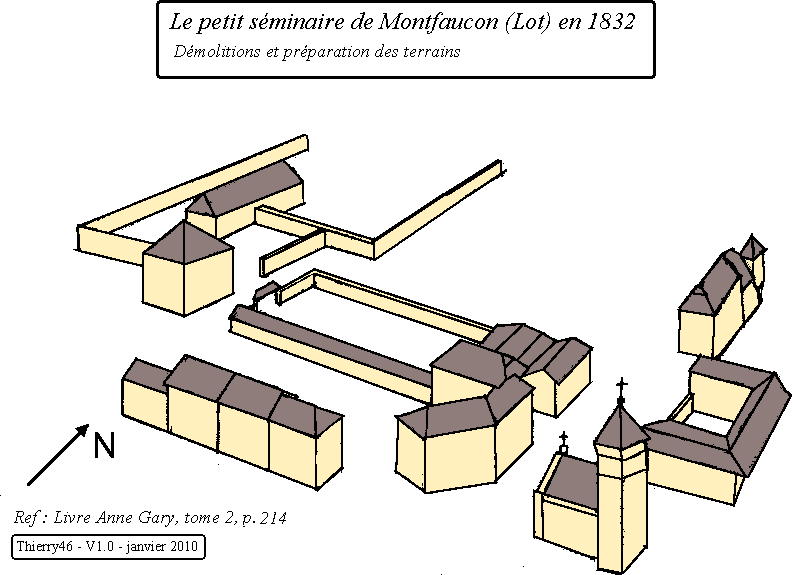
1832
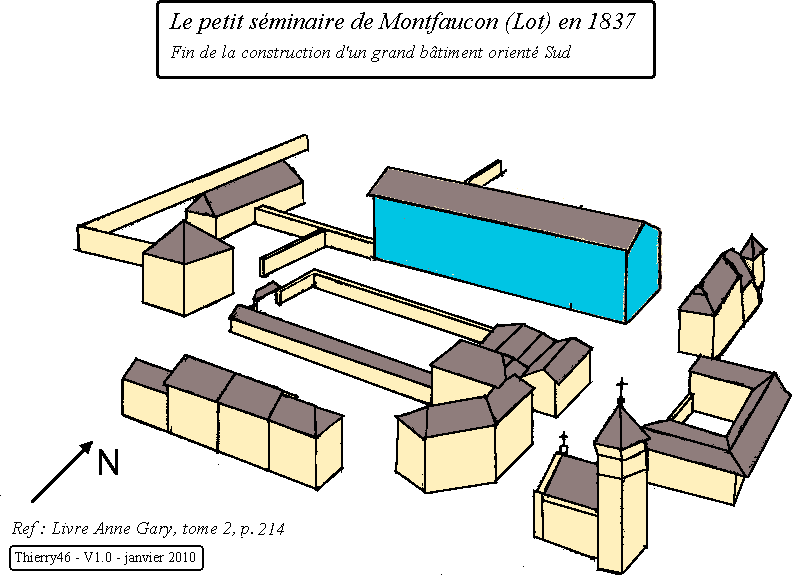
1837
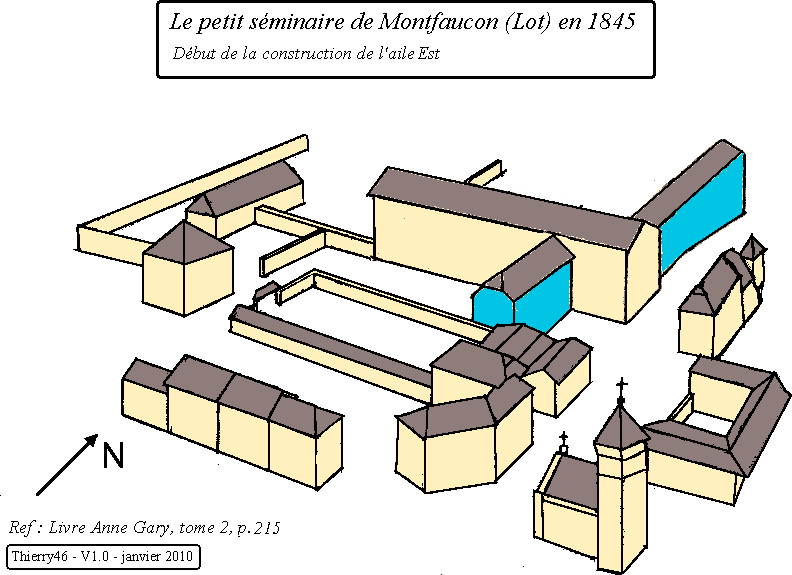
1845

Son effectif dépassa celui du lycée de Cahors. Son prestige s'étendit : "On sortait de Montfaucon comme aujourd'hui, en Angleterre, on sort d'Oxford" écrivit, après 1945, Jean Calvet, recteur émérite de l'institut catholique de Paris.
L'enseignement préparait les élèves aux états ecclésiastiques et aussi aux carrières libérales.
En 1858, Émile Carayol, professeur de rhétorique natif de Livernon, pris la direction de l'établissement et rétablit l'équilibre financier. En 1867, il fit édifier une nouvelle chapelle et en 1871 débuta la construction de l'aile Sud-Ouest. En 1875, son successeur, M. Magne, fit agrandir la partie centrale vers l'est pour accueillir 267 élèves.
Le petit séminaire possède alors une ferme au lieu-dit Rouquette (2 km au sud de la commune), des vergers, une porcherie et de nombreux employés : boulanger, boucher, cuisinier...

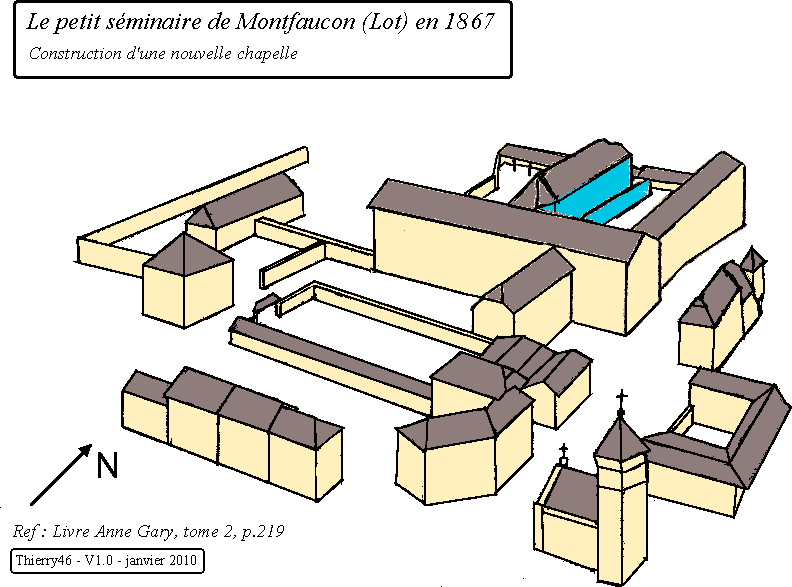
1867
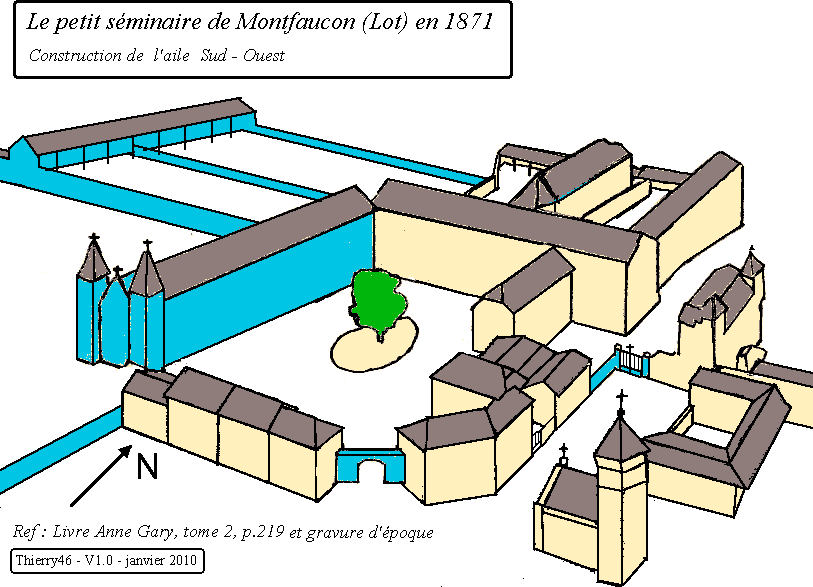
1871

##### Le déclin

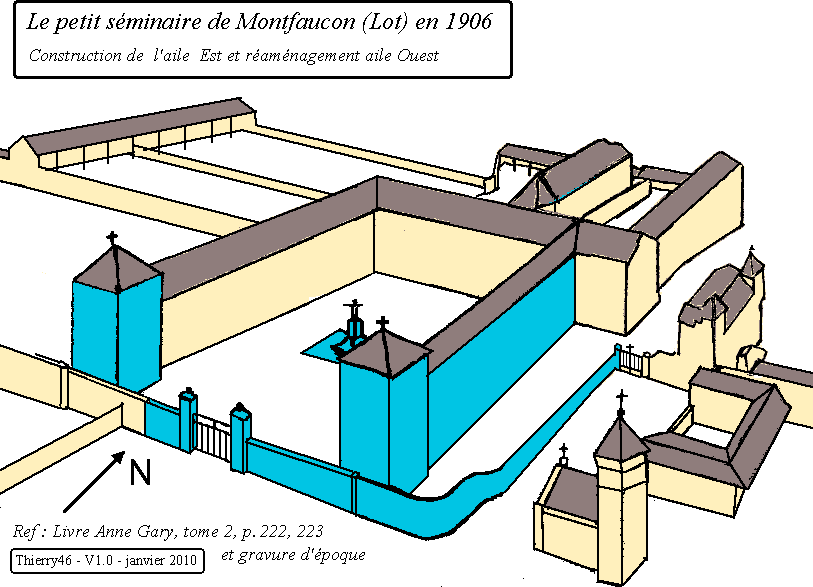
Le petit séminaire en 1906

À partir de 1881, les effectifs déclinèrent jusqu'à 200 élèves en 1899. En 1900 une épidémie de grippe provoque le décès de quatre élèves. Mais les travaux d'extension se poursuivirent par l'édification d'une grande aile au Sud-Est.
La loi de séparation des Églises et de l'État de 1905 sonna le glas pour le petit séminaire qui devait revenir à l'État en 1906. La rentrée 1906 ne vit que 83 élèves. Le 14 décembre l'établissement fut mis sous séquestre par la préfecture. Le 19 janvier 1907, le commissaire de police de Gourdon ordonna l'évacuation des lieux dans les 24 heures. Le 22 à 7 heures, 75 gendarmes expulsèrent les 4 ou 5 prêtres retranchés dans les bâtiments.
L'établissement fut transféré à Gourdon en 1907.

### Le passé récent

#### Les établissements de santé

##### Du petit séminaire au sanatorium

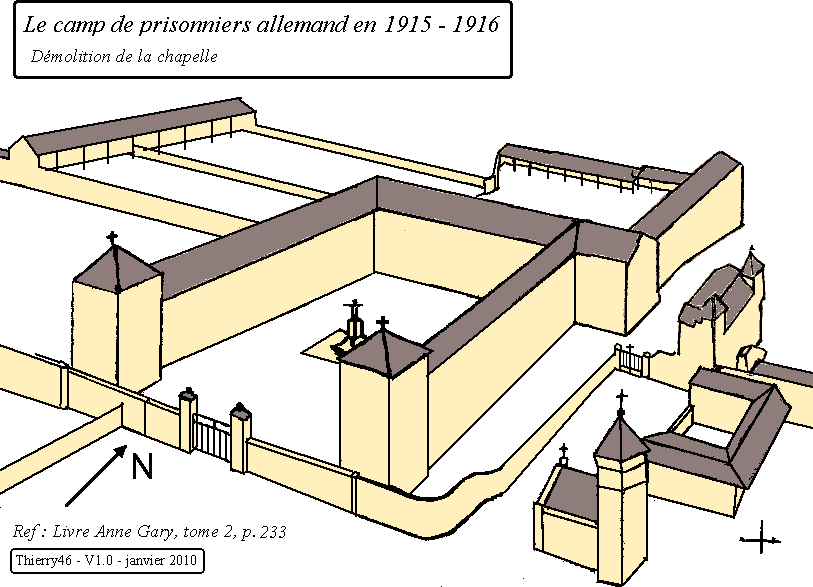
Le camp de prisonniers en 1916.

Le 29 janvier 1907, le petit séminaire fut placé sous la garde d'un ancien gendarme qui reconvertit les lieux en un élevage de volailles. Le 29 mai 1911, la commune estima ne pas avoir les moyens d'entretenir les bâtiments. Ils furent attribués au département, en octobre 1914, ils servirent de casernement à 2 000 hommes et, début 1915, 40 prisonniers allemands y furent détenus. Ces derniers furent employés aux premiers travaux d'adduction d'eau et à la démolition de la chapelle située dans la cour.
En 1917, pendant la Première Guerre mondiale, les autorités émirent un avis favorable pour la transformation des locaux en station sanitaire pour soldats blessés aux poumons. Des travaux d'installation de l'eau courante aux étages et de l'électricité furent effectués et jusqu'à 290 malades furent soignés. Par peur de la contagion, les habitants de Montfaucon n'appréciaient pas la présence, dans les cabarets, de malades atteints de la tuberculose. Les provocations se multiplièrent. Les malades furent accusés de cracher dans les lieux publics, d'avoir souillé l'école et l'eau de la fontaine.

##### Le sanatorium des PTT

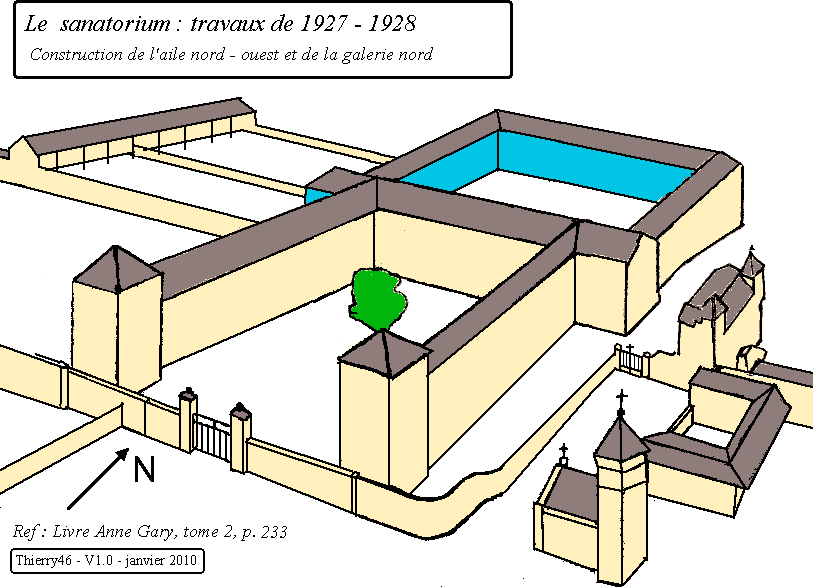
Plan du sanatorium en 1928.

Malgré la protestation du conseil municipal du 19 juin 1927, des travaux sont engagés pour transformer les bâtiments en sanatorium. La fédération des sociétés postales signe un bail de 18 ans 28 novembre 1928. L'inauguration a lieu le 29 septembre 1929. Plusieurs directeurs le dirigent : le docteur Mans nommé en octobre 1929, le docteur Auger en janvier 1931, le docteur Polack en 1932. Le nombre des malades croît d'abord lentement : 60 en 1929, 114 en 1931 (77 hommes et 37 femmes). Le sanatorium devient ensuite féminin car les hommes sont envoyés à Villiers-sur-Marne. Les effectifs augmentent alors rapidement pour atteindre 260 femmes en 1933. C'est un établissement performant utilisant les techniques de soin de la tuberculose des plus avancées de son époque. Les conditions matérielles et l'environnement des malades y sont optimales pour la nourriture, les loisirs (piano, TSF, activité théâtre, bibliothèque), la formation pour une réinsertion des malades (infirmière, coiffeuse, couturière).

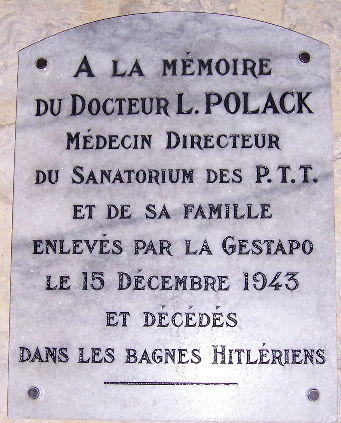
La plaque à la mémoire du Dr Polack dans le hall d'entrée de l'hôpital de Montfaucon.

Pendant la période sombre de collaboration, lors de la Seconde Guerre mondiale, le docteur Lazare Polack, en raison de ses origines juives est rapidement interdit de l'exercice de ses fonctions de directeur. Françoise Lapeyre, une sage-femme de l'hôpital de Cahors, le cacha lors d'une rafle en 1943. Mais le 15 décembre 1943, le docteur, son épouse, sa belle-fille et sa petite fille de 13 mois sont arrêtés à Montfaucon. Sa fille Gilberte, au lycée au moment de l'arrestation, fut sauvée par la secrétaire du docteur, Marinette Arjac-Toujas, qui se rendit à Cahors pour la cacher. Malgré le péril, Marinette Arjac-Toujas apporta des vêtements chauds et transmit des lettres à la famille Polack enfermée à la prison Saint-Michel de Toulouse. Le docteur et sa famille furent envoyés au camp d'extermination d'Auschwitz, ils n'en revinrent pas.
Du 1er janvier 1954 au 1er janvier 1974, le sanatorium passe sous l'administration de la Mutuelle générale des PTT.

##### Fondation du centre hospitalier de la Roseraie

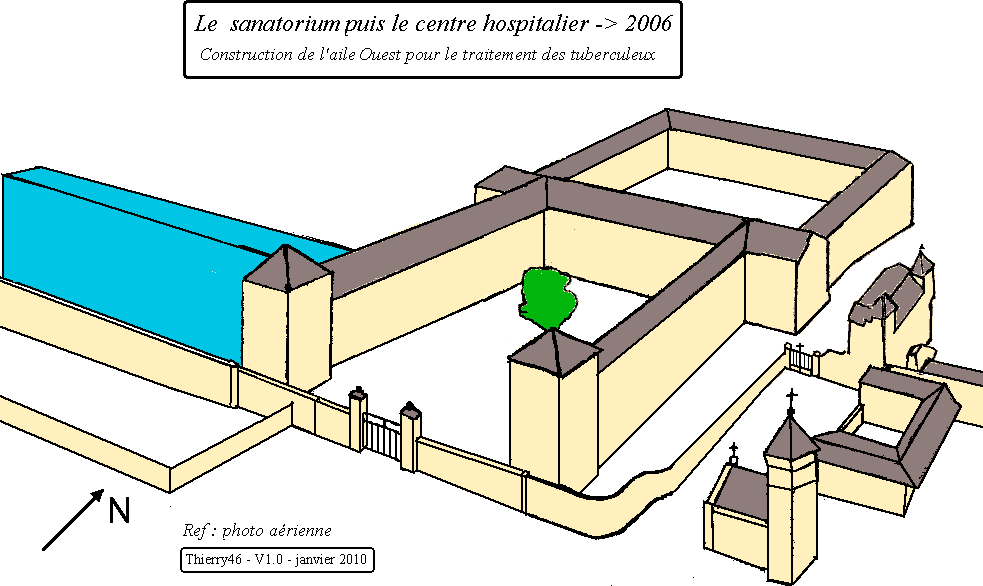
Plan de l'hôpital jusqu'en 2006.

Du fait du recul constant de la tuberculose depuis 1945, le docteur David réoriente les activités du sanatorium vers le traitement d'autres maladies. L'établissement prend le nom plus convivial de « la Roseraie » en référence aux rosiers qui ornent la cour intérieure. L'activité est orientée vers les maladies circulatoires, la rééducation fonctionnelle et les soins aux personnes âgées.
Les effectifs en personnel passent de 75 postes en 1964 à 128 en 1984. L'établissement est placé sous l'administration d'une union mutualiste : des PTT, de l'aviation civile, des douanes, de la justice, et de la police. En 1984, l'hôpital comportait : 100 lits de maladie à évolution prolongée, 40 lits de rééducation fonctionnelle, 20 lits de pneumologie et 20 lits de maison de retraite.
L'établissement dépendra par la suite de l'Union Mutualiste la Roseraie qui regroupe les mutuelles des douanes, de l'aviation marine, du ministère de la Justice, de la police et la mutuelle générale.
En 2018, l'établissement comporte 130 lits dédiés au soins de suite et de réadaptation dans les spécialités comme la cardiologie, la neurologie et la réadaptation de l'appareil locomoteur. Les personnes âgées dépendantes sont accueillies avec 64 places d'hébergement. Cette structure emploie environ 230 salariés.

#### La séparation de Séniergues
Après la Révolution, Séniergues fut rattachée à Montfaucon comme une section cadastrale. Le 28 mai 1848, une réunion du conseil municipal écarte l'idée d'une séparation. Le 14 décembre 1848, M. Lauvel, représentant de la commission syndicale de Séniergues, envoie une nouvelle pétition au sous-préfet de Gourdon. Il fait valoir que la section de Séniergue s'étendait sur 200 hectares et qu'on y comptait 700 habitants. De plus, l'école de Montfaucon était jugée trop éloignée et les charges financières mal réparties. Le litige principal était cependant la ligne de division.
Le 11 août 1878, l'affaire est à nouveau présentée au sous-préfet de Gourdon. Il fut alors décidé de construire une école mixte à Séniergues et le 13 décembre 1883, mademoiselle Blanc y fut nommée institutrice.
Une nouvelle demande de séparation est rejetée le 30 novembre 1930, mais le 6 mars 1932, Séniergue est érigée à l'unanimité en commune indépendante. Le 5 mai 1935 Noël Poujade en est élu maire. La séparation se fit en respectant les limites paroissiales. À l'ouest, Montfaucon conserva les parcelles enclavées rattachées à la paroisse de Vaillac.

#### L'eau et l'électricité

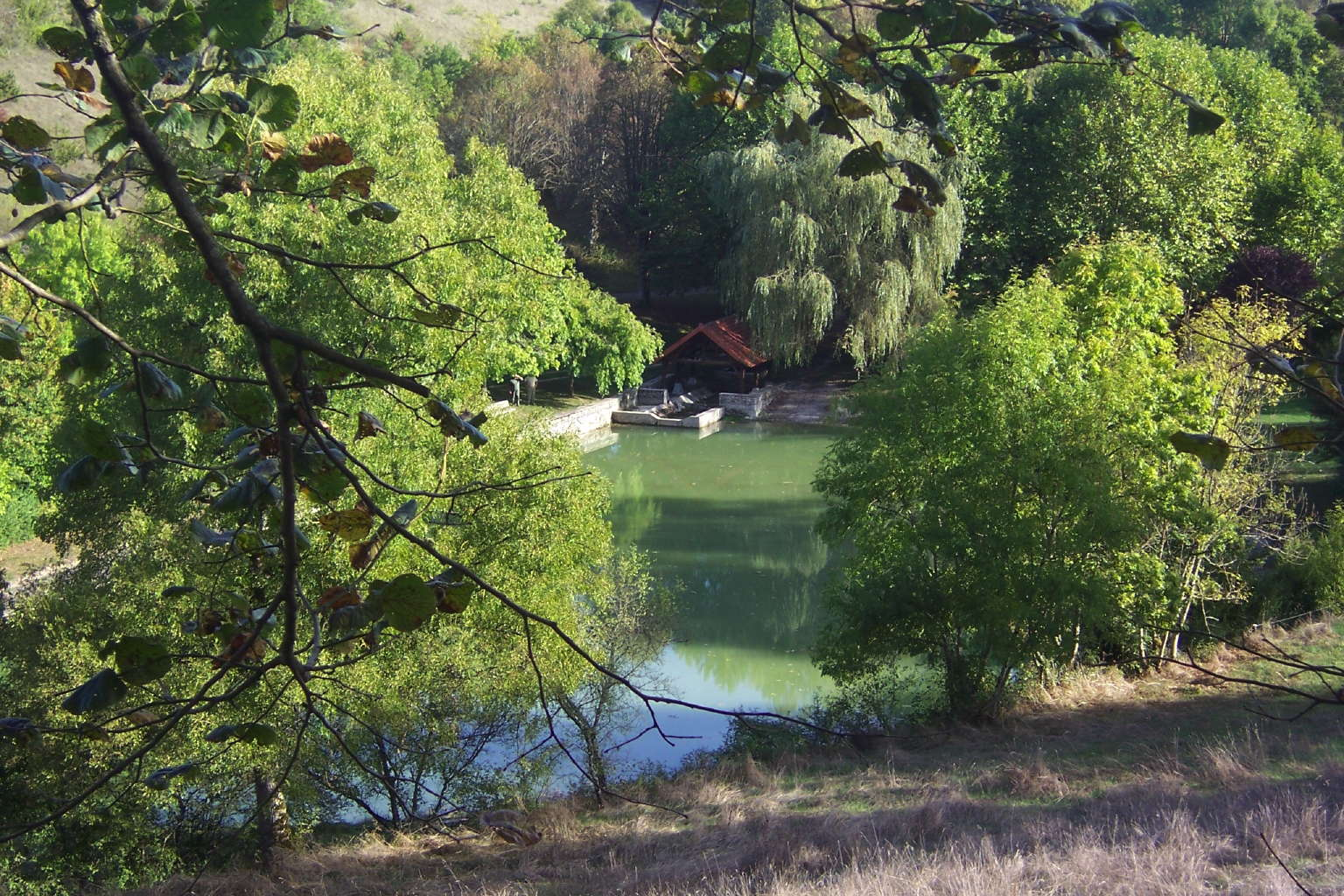
Le plan d'eau des fontaines.

La pénurie d'eau surgissait lors de chaque grande sécheresse car les fontaines étaient à sec. Les habitants se ravitaillaient grâce à des charrettes à bœufs à la fontaine de Labastide-Murat. Plus tard, des camions citernes firent la navette à Font Polémie : une source du Vers située à plus de 16 kilomètres au sud, sur la commune de Cabrerets. C'est en 1954, que l'installation de l'eau courante commença avec l'adhésion au syndicat intercommunal d'adduction d'eau potable de la région de Payrac et le captage d'une source près du lieu-dit Pont de Rhodes (commune de Frayssinet). En 1976, les parties hautes de la commune furent finalement alimentées.
Le réseau d'assainissement fut étudié et réalisé à partir du 30 juin 1971. En 1970 et 1983, le plan d'eau sur le Céou fut aménagé.
L'électrification de la commune fut réalisée entre 1931 et 1948.

#### Les écoles communales

##### Les écoles de garçon
Jusqu'à la Révolution, l'enseignement était assuré par les religieux, mais après la loi Guizot, les communes doivent avoir une école publique. Le 18 août 1833, la municipalité loue une maison pour servir d'école. Le 5 janvier 1834, Joseph Escapoulade, surnommé "le vieux", est désigné par la municipalité premier instituteur. À sa mort en 1836, son remplaçant Martin Gary, âgé de 21 ans est issu de l'école normale. La municipalité réalise ensuite l'acquisition de l'actuel bâtiment de la mairie pour le transfert de l'école. Martin Gary décède le 30 mai 1860.
Le 1er octobre 1860, l'école est confiée aux frères du Sacré-Cœur. Ces derniers obtiennent le titre d'instituteur. Le nombre d'élèves est de 110 en 1881. Le 14 avril 1903, les congrégations perdent le droit d'enseigner, mais au retour des vacances, le 20 avril 1903, Monsieur Lafont ouvre l'école habillé en civil. Un procès s'ensuit, il sera acquitté le 26 juillet 1903.

##### Les écoles de filles
Une école de filles, gérée par les religieuses, est établie à Montfaucon le 4 octobre 1829. En 1881, on y compte 105 élèves. La fermeture de l'école et du couvent a lieu le 12 août 1925.

##### L'école mixte
L'école mixte débute avec l'arrivée des époux Carbonnel en 1934. Du fait de la diminution des effectifs, il n'y a plus qu'un seul poste à l'école primaire. Une école maternelle est créée en 1975.

## Politique et administration

### Finances locales
Cette sous-section présente la situation des finances communales de Montfaucon.
Pour l'exercice 2013, le compte administratif du budget municipal de Montfaucon s'établit à  593 000 € en dépenses et 464 000 € en recettes :
En 2013, la section de fonctionnement se répartit en 309 000 €  de charges (575 € par habitant) pour 372 000 € de produits (693 € par habitant), soit un solde de 63 000 € (118 € par habitant), :
- le principal pôle de dépenses de fonctionnement est celui des charges de personnels[Note 3] pour une valeur totale de 146 000 € (47 %), soit 271 € par habitant, ratio voisin de la valeur moyenne de la strate. Depuis 5 ans, ce ratio augmente de façon continue de 210 € à 271 € par habitant ;
- la plus grande part des recettes est constituée de la dotation globale de fonctionnement (DGF)[Note 4] pour une somme de 179 000 € (48 %), soit 332 € par habitant, ratio supérieur de 54 % à la valeur moyenne pour les communes de la même strate (216 € par habitant). Sur la période 2009 - 2013, ce ratio augmente de façon continue de 313 € à 332 € par habitant.

Les taux des taxes ci-dessous sont votés par la municipalité de Montfaucon. Ils ont varié de la façon suivante par rapport à 2012 :
- la taxe d'habitation quasiment égale 5,93 % ;
- la taxe foncière sur le bâti quasiment égale 6,02 % ;
- celle sur le non bâti quasiment égale 57,69 %.

La section investissement se répartit en emplois et ressources. Pour 2013, les emplois comprennent par ordre d'importance :
- des dépenses d'équipement[Note 6] pour une valeur totale de 228 000 € (80 %), soit 424 € par habitant, ratio supérieur de 15 % à la valeur moyenne pour les communes de la même strate (370 € par habitant). Sur les 5 dernières années, ce ratio fluctue et présente un minimum de 64 € par habitant en 2011 et un maximum de 424 € par habitant en 2013 ;
- des remboursements d'emprunts[Note 7] pour  25 000 € (9 %), soit 46 € par habitant, ratio inférieur de 34 % à la valeur moyenne pour les communes de la même strate (70 € par habitant).

Les ressources en investissement de Montfaucon se répartissent principalement en :
- subventions reçues pour une somme de 30 000 € (33 %), soit 56 € par habitant, ratio inférieur de 29 % à la valeur moyenne pour les communes de la même strate (79 € par habitant). Pour la période allant de 2009 à 2013, ce ratio fluctue et présente un minimum de 0 € par habitant en 2010 et un maximum de 86 € par habitant en 2012 ;
- nouvelles dettes pour une valeur de 20 000 € (22 %), soit 37 € par habitant, ratio inférieur de 57 % à la valeur moyenne pour les communes de la même strate (87 € par habitant).

L'endettement de Montfaucon au 31 décembre 2013 peut s'évaluer à partir de trois critères : l'encours de la dette, l'annuité de la dette et sa capacité de désendettement :
- l'encours de la dette pour une valeur totale de 134 000 €, soit 249 € par habitant, ratio inférieur de 63 % à la valeur moyenne pour les communes de la même strate (682 € par habitant). En partant de 2009 et jusqu'à 2013, ce ratio fluctue et présente un minimum de 183 € par habitant en 2009 et un maximum de 322 € par habitant en 2010[A2 5] ;
- l'annuité de la dette pour une somme de 30 000 €, soit 56 € par habitant, ratio inférieur de 41 % à la valeur moyenne pour les communes de la même strate (95 € par habitant). Depuis 5 ans, ce ratio augmente de façon continue de 34 € à 56 € par habitant[A2 5] ;
- la capacité d'autofinancement (CAF) pour un montant de 63 000 €, soit 118 € par habitant, ratio inférieur de 37 % à la valeur moyenne pour les communes de la même strate (187 € par habitant). En partant de 2009 et jusqu'à 2013, ce ratio fluctue et présente un minimum de 86 € par habitant en 2011 et un maximum de 169 € par habitant en 2012[A2 6]. La capacité de désendettement est d'environ 2 années en 2013. Sur une période de 14 années, ce ratio est constant et faible (inférieur à 4 ans)

## Démographie

### Évolution démographique
L'évolution du nombre d'habitants est connue à travers les recensements de la population effectués dans la commune depuis 1793. Pour les communes de moins de 10 000 habitants, une enquête de recensement portant sur toute la population est réalisée tous les cinq ans, les populations de référence des années intermédiaires étant quant à elles estimées par interpolation ou extrapolation. Pour la commune, le premier recensement exhaustif entrant dans le cadre du nouveau dispositif a été réalisé en 2004.

En 2022, la commune comptait 588 habitants, en stagnation par rapport à 2016 (Lot : +1,31 %, France hors Mayotte : +2,11 %).
| 1793  | 1800  | 1806  | 1821  | 1831  | 1836  | 1841  | 1846  | 1851  |
| ----- | ----- | ----- | ----- | ----- | ----- | ----- | ----- | ----- |
| 1 833 | 1 388 | 1 460 | 1 946 | 2 024 | 1 711 | 1 881 | 1 964 | 1 941 |

| 1856  | 1861  | 1866  | 1872  | 1876  | 1881  | 1886  | 1891  | 1896  |
| ----- | ----- | ----- | ----- | ----- | ----- | ----- | ----- | ----- |
| 2 113 | 2 069 | 1 994 | 1 854 | 1 765 | 1 774 | 1 694 | 1 611 | 1 541 |

| 1901  | 1906  | 1911 | 1921 | 1926 | 1931 | 1936 | 1946 | 1954 |
| ----- | ----- | ---- | ---- | ---- | ---- | ---- | ---- | ---- |
| 1 415 | 1 156 | 928  | 866  | 801  | 823  | 785  | 590  | 590  |

| 1962 | 1968 | 1975 | 1982 | 1990 | 1999 | 2004 | 2006 | 2009 |
| ---- | ---- | ---- | ---- | ---- | ---- | ---- | ---- | ---- |
| 377  | 354  | 433  | 472  | 404  | 403  | 568  | 581  | 534  |

| 2014 | 2019 | 2022 | - | - | - | - | - | - |
| ---- | ---- | ---- | - | - | - | - | - | - |
| 578  | 600  | 588  | - | - | - | - | - | - |

Vers 1880, à Montfaucon, la baisse du nombre d'habitants est due à une combinaison de multiples facteurs :
- la natalité chute ;
- les vignes sont détruites par le phylloxéra ;
- les campagnes sont surpeuplées et la majorité des propriétés sont très morcelées, beaucoup partent vers Paris où ils sont employés (lingère, gouvernante, vendeuse...). Les plus instruits y occupent des postes à responsabilité (administrateur des colonies, conservateur de bibliothèque, administrateur civil...);
- les jeunes hommes sont attirés par les pays lointains et les colonies : Pérou, États-Unis, Algérie.. et par les campagnes militaires coloniales.

### Séparation de Séniergues
En 1936, la séparation de la section de Séniergues devient une commune indépendante. La population recensée à Montfaucon en est minorée de près de 200 habitants.

## Économie
Montfaucon est une commune rurale comprenant encore une bonne quinzaine d'exploitations agricoles qui élèvent principalement des ovins). Deux fromageries fabriquent des cabécous et un magasin vend les produits du terroir : conserves de canards.
Un petit tissu artisanal subsiste : plombier, électricien, menuisier, garagiste, carrossier et taxi.
Les commerces sont présents sur la commune : un restaurant "Le Cloître", le p'tit bouchon bar brasserie épicerie presse pain viennoiserie un restaurant ouvert toute la saison. ouvert à la saison : Les 7 fermes qui vendent les produits des producteurs locaux.
Un projet de création de la Zone d'Activité "Causse Énergie" sur les communes de Séniergues et Montfaucon est soutenu par la communauté de communes du Causse de Labastide-Murat.

### Enseignement

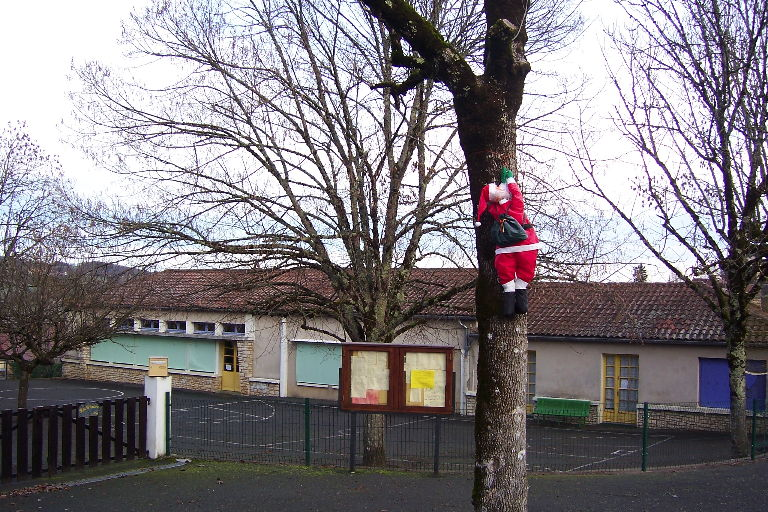
Les écoles maternelle et primaire de Montfaucon.

Aujourd'hui la commune compte toujours un groupe scolaire (avec les élèves
des communes de Séniergues et de Ginouillac). L'école est composée d'une maternelle et deux classes primaires avec environ 50 enfants.
L'école dispose d'une cantine scolaire et d'une garderie péri-scolaire.

### Milieu associatif

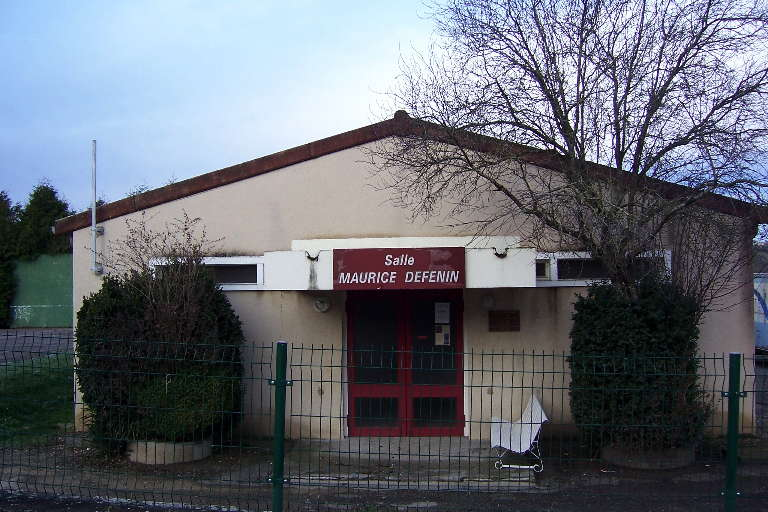
La salle des fêtes Maurice-Defenin.

Le milieu associatif couvre les domaines suivants : club du 3e âge, chasse, pêche, pétanque, gymnastique volontaire, scrabble, sauvegarde du patrimoine. Un comité des fêtes anime la cité.
Depuis 1991 la commune adhère à l'Association des Montfaucon de France qui regroupe dix communes en France et une en Suisse portant le nom Montfaucon ou Monfaucon.

### Services publics
Une agence postale communale est située à la mairie. Elle est ouverte en matinée les jours de la semaine.

### Santé

#### Hôpitaux les plus proches
Les hôpitaux les plus proches de Montfaucon sont situés : à Cahors (43 km, 35 minutes par l'A20 et la D 801), à Gourdon (20 km environ, 20 minutes par la D 801), à Figeac (45 km, 40 minutes par la D 802).

#### Centre hospitalier de la Roseraie
Le centre hospitalier La Roseraie de Montfaucon est, en 2009, un établissement de santé privé à but non lucratif. Il a une capacité de 130 lits pour soigner les patients dans le cadre des soins de suite et de réadaptation. Il comprend aussi une maison de retraite (EHPAD) de 21 lits en cours d'agrandissement à 65 lits.
En juillet 2009, le centre de rééducation fonctionnelle la Roseraie a été certifié sans réserve par la Haute Autorité de santé dans les domaines de la politique et du management, des ressources transversales (hôtellerie, logistiques, organisation de la qualité et de la gestion des risques, qualité et sécurité de l'environnement, système d'informations), de la prise en charge du patient, et de la dynamique d'amélioration,.
Le plateau technique de 700 m2 se compose :
- d'une piscine de balnéothérapie ;
- d'une salle d'ergothérapie ;
- de salles de kinésithérapie animée par 16 kinésithérapeutes.

L'établissement est engagé dans un grand projet de rénovation : de 2005 à 2008, les 88 chambres ont été remises aux normes : mobilier, équipements facilitant les déplacements des patients, télévision, internet. Un gymnase et un parcours de rééducation pour les déplacements pédestres sont en construction dans la cour des rosiers. Le plateau technique déplacé et rénové passera à 1 300 m2 en 2011.
L'établissement a mis en place un dispositif et un comité médical pour minimiser les infections nosocomiales ainsi qu'un comité de 12 membres chargé de la lutte contre la douleur.

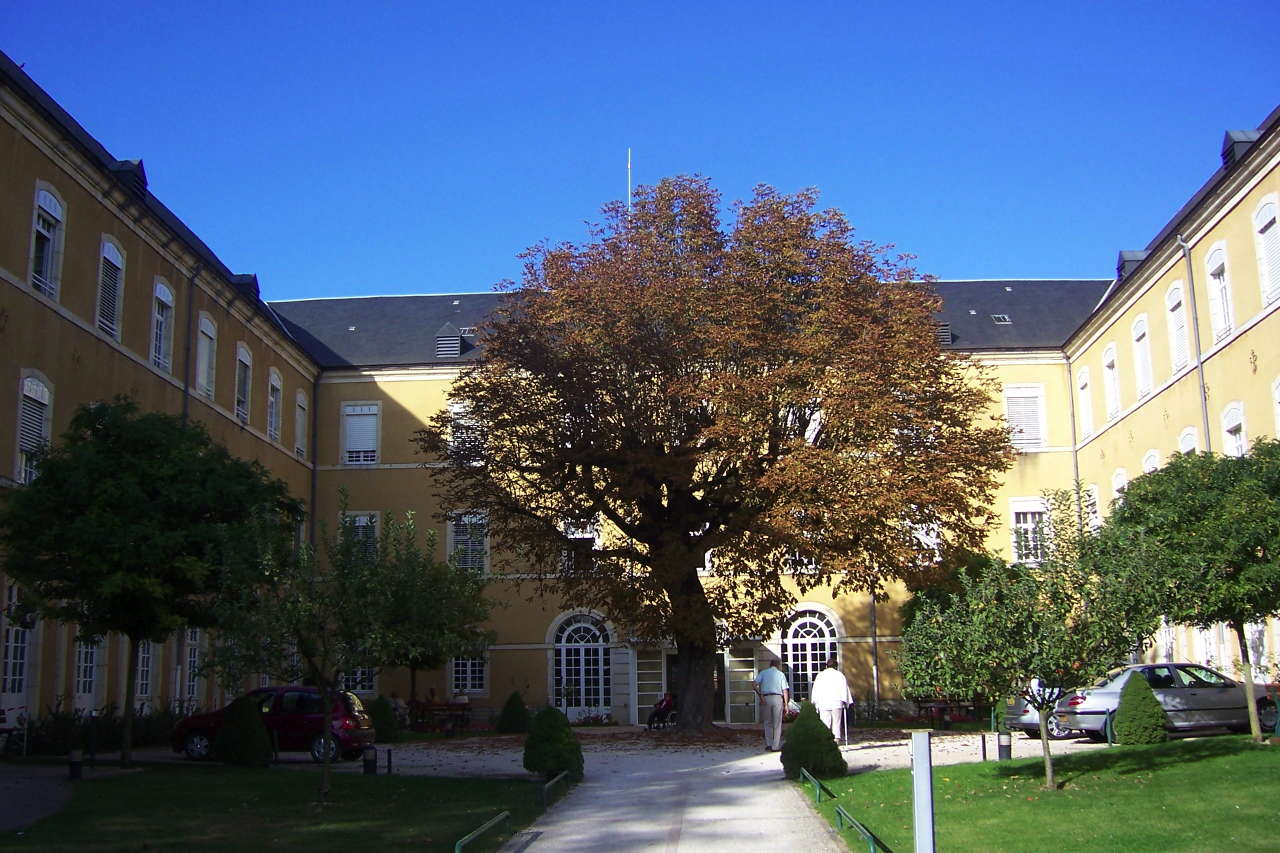
La cour d'entrée de la Roseraie.
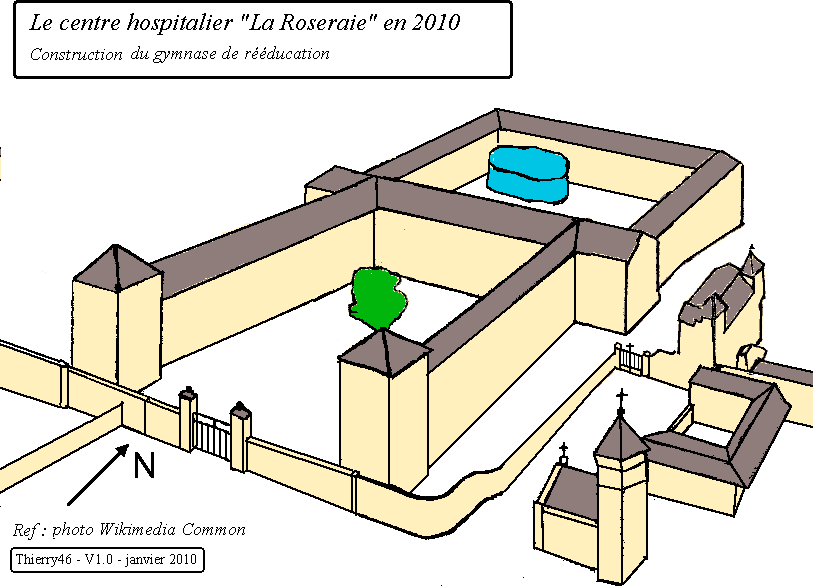
Plan de l'hôpital en 2010.
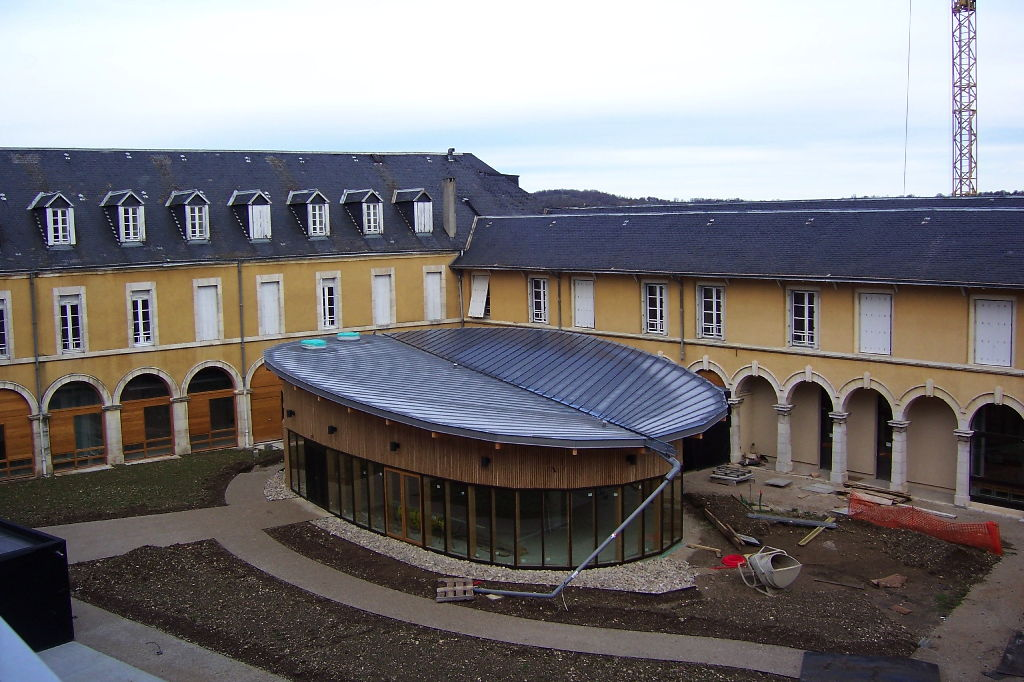
Le gymnase de rééducation en construction (12/2009).

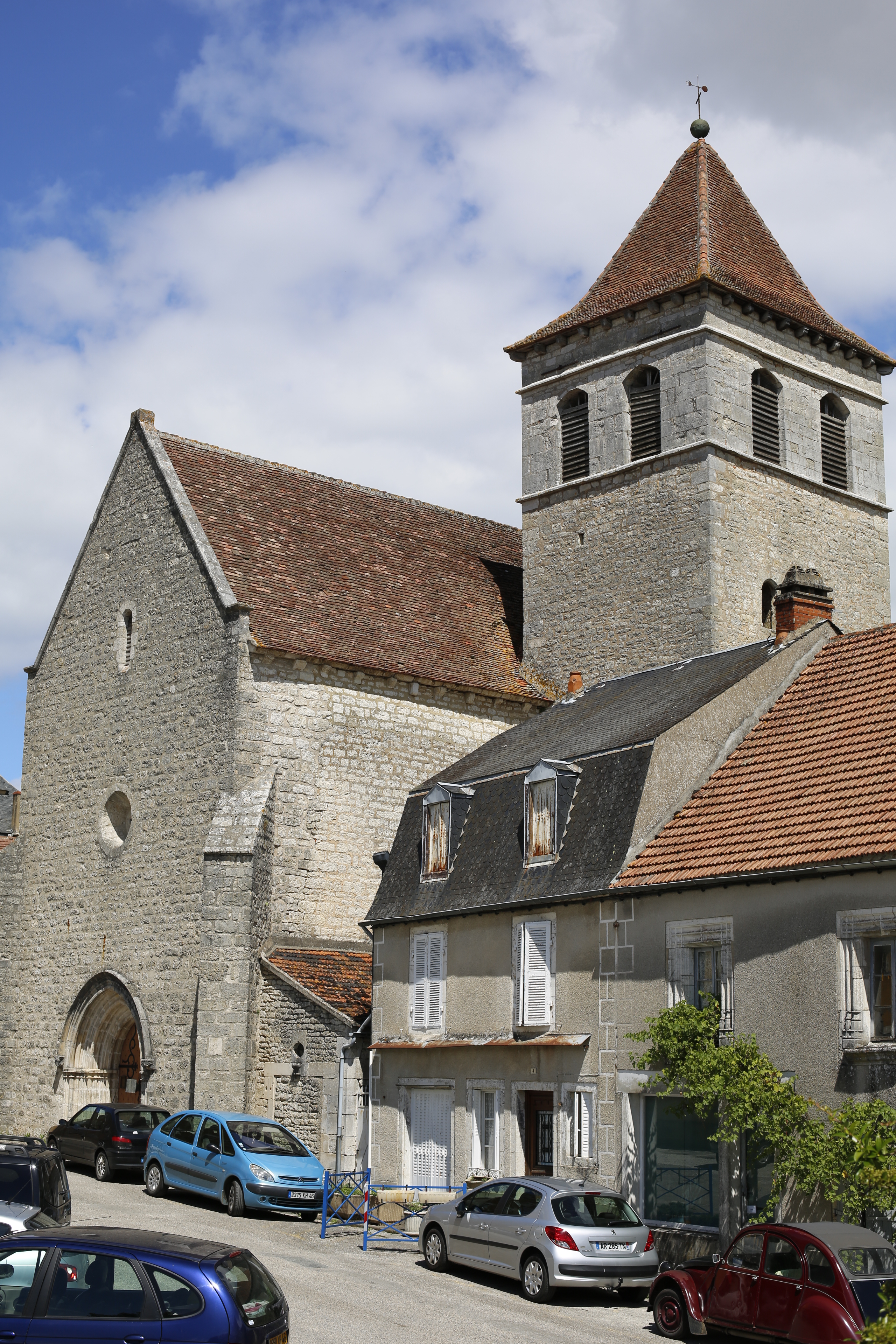
Église Saint-Barthélemy de Montfaucon

## Culture locale et patrimoine

### Lieux et monuments

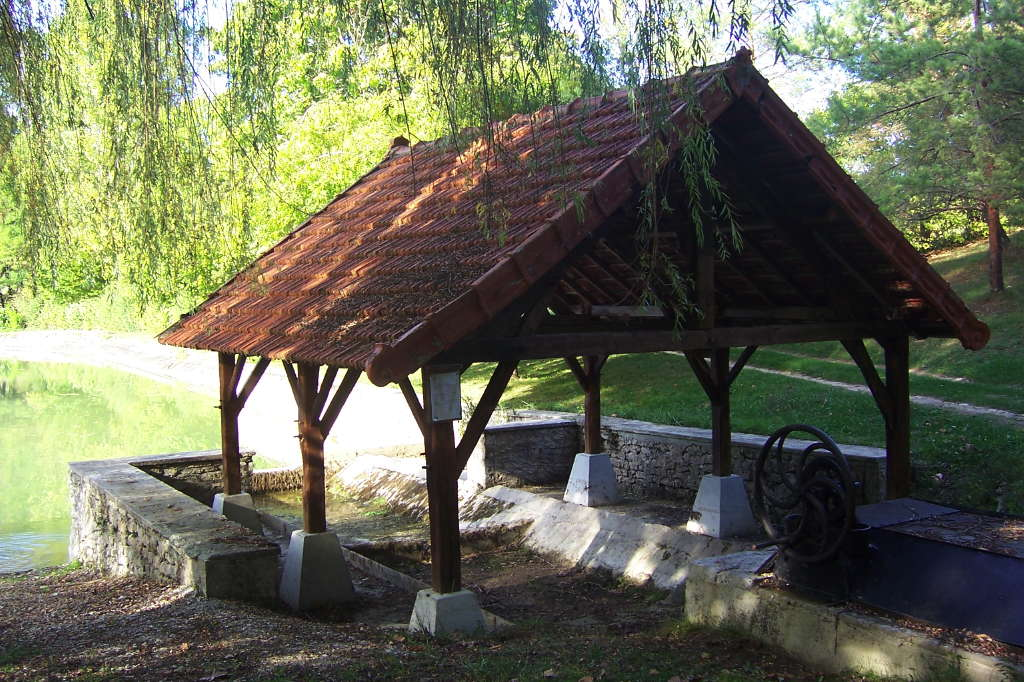
Le lavoir à côté du plan d'eau des fontaines.

- L'église Saint-Barthélemy des XIVe – XVe siècles. L'édifice a été classé au titre des monuments historiques en 1936[53]. Il abrite trois splendides retables réalisés au début du XVIIè siècle par l'atelier de la famille Tournié. Plusieurs objets sont référencés dans la base Palissy[53].
- La chapelle et sa statue de Notre-Dame de Montfaucon du XVIe siècle.
- Le centre de rééducation fonctionnelle « La Roseraie », installé dans les anciens locaux du Petit Séminaire de Montfaucon, fondé au XIXè siècle, à l'emplacement de l'ancien fort.

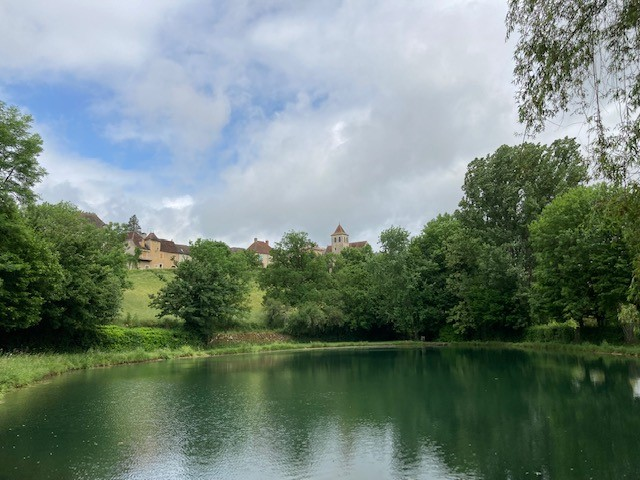
Plan d'eau de Montfaucon

- Plan d'eau de MontfauconLe plan d'eau et son lavoir, alimentés par le Céou, qui prend sa source à proximité immédiate.

### Personnalités liées à la commune

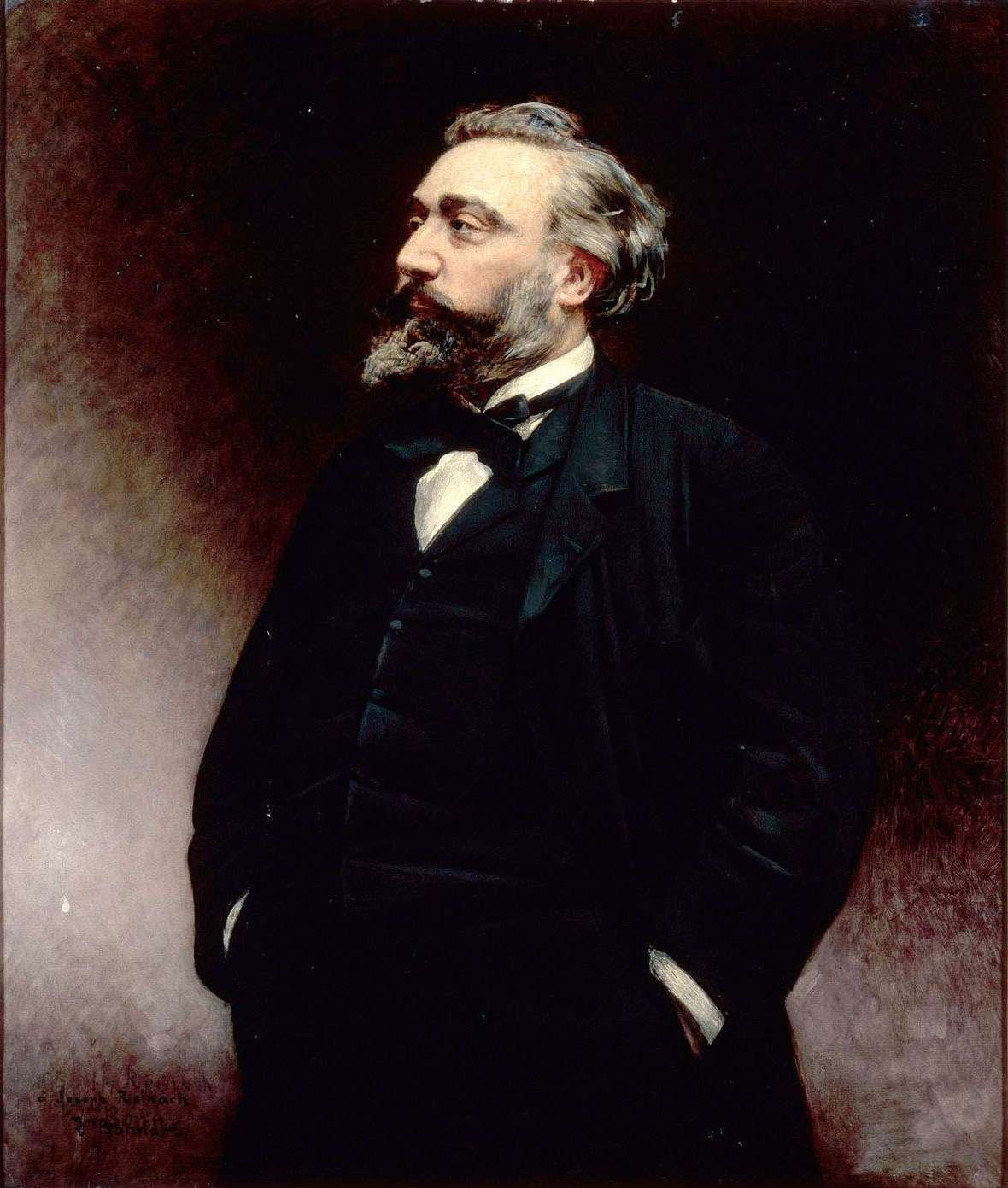
Léon Gambetta fut élève au petit séminaire en 1848.

- Marc-Antoine-Joseph de Garrigues de Flaujac (1772-1852), homme politique né à Montfaucon, maire de Flaujac, député du Lot.
- Victor Frond (1821-1881) républicain, photographe et éditeur, né à Montfaucon et qui a passé une partie de sa vie en exil au Brésil,
- Joseph Coldefy (1826-1887), né à Monfaucon et élève au petit séminaire, qui fut évêque de Saint-Denis de la Réunion de 1881 à 1887,
- Nicolas Wacker (1897-1987) peintre français d'origine russe, passa un an au sanatorium de Montfaucon,
- Amédée Lemozi (1882-1970) élève au petit séminaire de Monfaucon,
- Noël Poujade (25 décembre 1899 - 30 juin 1944) né à Montfaucon, premier maire de Séniergues, organisateur de la résistance dans la région de Gourdon, fusillé par les Allemands à Boissières[54],[55].

### Professeurs et élèves célèbres du petit séminaire
Des Lotois célèbres y ont fait leurs études :
- Pierre Bonhomme, élève de 1818 à 1823 : prêtre, fondateur de nombreuses institutions pour aider les pauvres et les exclus, béatifié par Jean-Paul II ;
- Auguste Bessonies, élève de 1827 à 1834 : Prêtre, Prélat Romain, Vicaire Générale du diocèse d'Indianapolis,fondateur de la ville de Léopold dans le comté de Perry et bâtisseur de nombreuses églises et écoles dans l'Indiana.
- Léon Gambetta, élève en 1848 : président du Conseil et ministre des Affaires étrangères ;
- Amédée Lemozi, élève en 1895 : archéologue, spéléologue et préhistorien ;
- Charles Ribeyrolles, élève aux environs de 1820 : écrivain, journaliste républicain français et compagnon d'exil de Victor Hugo ;
- Eugène Sol, élève : chanoine et historien lotois.
- Le chanoine Edmond Albe, professeur en 1887 : historien et spéléologue.

### Héraldique
| Blason de Montfaucon | Les armoiries se décrivent : - « D'azur au faucon d'argent posé sur un rocher d'or mouvant de la pointe; au chef cousu de gueules chargé, à dextre de la Croix de Guerre d'or, et, à senestre, de cinq étoiles d'or ordonnées en sautoir. » ; - selon Anne Gary, en 1822, le conseil municipal choisit pour les armoiries de la cité : « Un faucon juché sur son perchoir. » |